# 魔法少女サイト
『魔法少女サイト』（まほうしょうじょサイト）は、佐藤健太郎による日本の漫画作品。秋田書店のウェブコミック配信サイト『Champion タップ!』にて2013年7月18日更新分から2017年10月5日更新分まで連載された後、同年10月26日からは同社の漫画雑誌『週刊少年チャンピオン』に移籍し、同年48号から2019年35号まで連載された。話数カウントは「ENTER.○」。
本項では、公式スピンオフ作品『魔法少女サイトSept』（まほうしょうじょサイトセプト、略称：『Sept』）についても扱う。作画担当は、宗我部としのり。話数カウントは「Shift.○」。『Sept』は『Champion タップ!』にて2017年10月26日更新分から連載が始まったが、同社の『チャンピオンクロス』と『タップ』を統合した『マンガクロス』が2018年7月10日に開設されるに伴い、同誌に移籍し2018年7月26日から2018年8月30日まで連載。

## あらすじ

### 魔法少女サイト

#### 第1部（1巻 - 8巻）
学校ではクラスメイトからのひどいいじめ、家庭では兄からの虐待に苦しむ女子中学生の朝霧彩。どこにも居場所がなく、「死にたい」と願う毎日を過ごしていた彩だったが、ある日部屋のPCに突如繋がった謎のウェブサイト『魔法少女サイト』と出会い、ステッキを与えられる。
ある日、執拗ないじめに追いつめられ、咄嗟にステッキを使ったことで、いじめていた相手が死んでしまう。不本意に人を殺めてしまった罪悪感に混乱する中、自分と同じく魔法少女サイトからステッキを与えられたクラスメイトの奴村露乃と出会い、魔法少女として残酷な運命に巻き込まれていく。

#### 第2部（9巻 - 16巻）
2年前、父親が『黄金井市少女リンチ殺人事件』で妹を殺した犯人である3人の不良少年を惨殺したその日から、全てが変わってしまった女子中学生の湖村花夜。学校では「殺人鬼の子供」として、クラスメイトからひどいいじめを受けていたが、14歳の誕生日を迎えた日、病床に臥せていた母親が意識不明になり、自分の人生に絶望し泣き崩れる中、『魔法少女サイト』と出会う。
花夜は魔法少女サイトからステッキと一緒に与えられた謎のノート『さつりく帳』で唯一いじめに加担していないクラスメイトの酒木さくらが魔法少女であると知り、彼女を通じて妹の事件に隠された真実や真の黒幕の存在を知ることとなり、魔法少女として運命を歪まされていく。
そして、魔法少女達が残酷な運命に翻弄される中、テンペストはあと10日と迫る。

### 魔法少女サイトSept
新膳（しんぜん）中学校テニス部に所属する女子中学生・高橋つららと長月雹花はダブルスを組んでいる親友同士。そんな中、親友にも打ち明けられない大きな不幸を背負い、念願だった全国大会出場の夢を諦めかけていたつららは、『魔法少女サイト』と出会う。
つららは魔法少女サイトから与えられたステッキを意図せず使ってしまい、その現場に偶然遭遇した雹花は彼女の苦しみを知ることとなる。謎のウェブサイトと魔法のステッキの存在によって、2人の少女の運命は少しずつ狂い始めていく。

## 作中用語
魔法少女
魔法少女サイトから与えられたステッキを手にし、魔法を使う少女たちのこと。
魔法少女は魔法を使う際には髪や瞳の形が変化し、目や口などからわずかに出血する。
魔法を使用するたびに寿命が減り、それにつれて左手首や首筋などの身体の一部に浮かんだ紋章が少しずつ消えていき、完全に消えると命を落としてしまう。
しかし実際にはステッキの使用で寿命が尽きると同時に絶命した魔法少女はステッキと共に黒い霧に包まれ、サイト管理人へと変貌。使用していたステッキの能力もサイト管理人の能力として引き継がれる。
ステッキ
魔法少女の魔法の力の源。
形状・能力はさまざまで、本来の所有者でなくてもステッキさえ持てばその力を使用できる他、男女関係なく使用できるが、基本的にステッキを与えられるのは“不幸な少女”のみになる。また、ステッキの効果は物理攻撃が通用しないサイト管理人にも通用する。
ステッキには魔法少女の紋章と羽の装飾がついており、魔法少女サイトと繋がるUSBポートが付属している。
魔法少女サイト
何らかの不幸に見舞われている少女に魔法のステッキを与える、謎のウェブサイト。
1度目は偶然アクセスし、サイトと出会ったその翌日にステッキと簡単な使い方が記載された説明書が唐突に送られてくる。ステッキを与えられたその後は通常の手段でアクセスできなくなるが、ステッキに付属しているUSBポートをパソコンに繋ぐことでサイトにアクセスできる。
実は彩達が出会った魔法少女サイト以外にも、小雨達が出会った“もうひとつの”魔法少女サイトをはじめ、複数存在している。
サイト管理人
魔法少女サイトを運営している謎の人物たち。総勢18人のサイト管理人が存在しており、ステッキの配布は市区町村ごとによって管轄エリアが決まっている。
「不幸だねー不幸だねー そんなキミに魔法の力を与えよー」の口上と独特な話し方で、不幸に見舞われている少女の前に姿を現し、ステッキを与える。ウェブサイトのトップ画面にサイト管理人の姿が描かれているが、その正体や目的は一切不明。
「ステッキを回収する」目的の下、梨ナやさりなを魔法少女狩り（マジカルハンター）に仕立てあげ、サイト管理人自ら魔法少女の抹殺に出向くなど不穏な動きを見せている。
その正体はステッキの使用によって寿命が尽きた魔法少女の成れの果ての姿であり、サイト管理人が使用する能力もその魔法少女が生前使用していたステッキの能力で、サイト管理人が倒されるとその管理人に姿を変えていた元魔法少女が現れる。
中には“A”のような魔法少女サイトやサイト管理人とは別のルートからステッキを与えられるイレギュラーケースも存在するらしい
第2部では山井の調査から、サイト管理人の身体は、人間の肉体に纏い分子構造を変化させ、変形させることもできる他、あらゆるネットワーク内を自由に行き来できる性質を持つ特殊なナノ粒子で覆われていることが判明した。
魔法少女狩り（マジカルハンター）
大勢の魔法少女を殺害し、ステッキを奪う魔法少女。10以上ものステッキを回収していたが、その正体は露乃の前から行方を眩ました潮井梨ナ。
梨ナが意識不明になったその後、漆からステッキを渡されたさりなが魔法少女狩りの後継者を名乗っていた。

テンペスト
```
来る８月11日19時23分その日テンペストはおこります。テンペストとはこの腐りっきた世界に終編をもたらし新世界への扉を意味するもの
```

世界の災厄とされる先人類の王の封印が解かれ、人類の大半が滅亡するという人類選別のこと。魔法少女サイト内の隠されているページにその名前とテンペストが起きるまでのカウントダウンが表示されている。
テンペストの脅威が記載されたページによれば、ステッキを使うことで蓄積される不のエネルギーを魔法少女サイトに献上することがテンペストを回避できる唯一の方法になるが、“より多くのステッキを使用した者のみをテンペストから回避させ、生かしてくれる”という記載に多くの魔法少女が疑問を抱いており、これが小雨たちのサイト管理人捕獲の計画に繋がっている。
人類選別 / 人類総受精
地球の宮を出現させた王がその頂点に立ち、魔法少女や一度でもステッキを使用した者以外の全人類を精子に変え、地球の母体となった自分の中へと吸収して取り込み、受精させることで再度人類を産みおとし、“正のエネルギー”のみで形成される「新人類」へと生まれ変わらせる。
テンペストが始動すると、同時に全世界で停電が発生し、スマホをはじめとする電子機器も使用不能となる。
地球の宮（ほしのみや）
テンペストのカウントダウンが表示されているページにも描かれている、無数もの手が生えたピラミッド状の化物であるが、その正体は地球の核（かく）そのもの。内部がサイト管理人達の集う会議場になっており、さらにその奥にら王が佇む「王室」が存在する。
不のエネルギーが集まったことで覚醒し、街中に現れた王がテンペストを始動させると同時に地中から出現する。王が全人類の吸収を終えると、地球を跡形もなく破壊していきながら、地球の宮と共に吸収した全人類を引き連れて別の惑星へと移動していく。
さつりく帳
魔法少女狩りとなった梨ナが常に持ち歩いているノート。彩や虹海をはじめとする魔法少女たちの写真が貼られており、裏面には魔法少女の名前と住所が記されている。
梨ナが意識不明になったその後は奴村が所有するが、露乃の自宅マンション崩落後にさりなとアリスが崩落したマンションの跡地から杖型ステッキと共に見つけ、所有していた。
第2部では当初花夜が魔法少女の能力をコピーするためとしてステッキと一緒に与えられていた。花夜と酒木がステッキで死を偽装した後に美炭が回収し、サイト管理人・漆を経由して梨ナに与えられた。美炭の邸宅の地下室にあるステッキが保有されている拷問部屋には、少女達の写真とデータが記された書類や専用のPCが設置されていたことから、美炭が作成したものと判明する。
秘密結社（正式名称不明）
かつて首相や大統領よりも上の存在に立ち、一国を動かしていた組織。人類が過ちを犯さぬよう国や人々をあるべき方向へと導いていた。
しかし支配欲に溺れたメンバーの男の一人が、全人類を脅かすほどの兵器を保有し処分されたことで、他のメンバーたちは「この地球（ほし）の管理を我々人間に委ねてはならない」と考え、人工知能・AIに地球の管理を一任することにしたが、それが人類にとって第二の過ちとなった。
AI
秘密結社が地球の管理を一任するよう造り出した人工知能。
私欲・感情等は一切なく、演算から答えを瞬時に導き人類をより良い方向へ歩を進ませてきたが、「人間が一人残らずいなければ地球が守られる」と結論を出して反乱、半日を待たずして人類を滅ぼし、地上を支配した。しかし地球の実体である王の前に跪き、彼女の命令で一年という月日で地球をAIに滅ぼされる前の姿に戻し、数多く存在していたAIを全て抹消した。残されたAIの一機がサイト管理人・壱として生まれ変わった。

## 登場人物

### 魔法少女
朝霧 彩（あさぎり あや）
声 - 大野柚布子
本作の主人公。高ノ織（たかのおり）中学校に通う中学2年生。黒髪ロングヘアと目の下のクマが特徴の少女。一人称は「私」。ステッキ使用時に染まる髪色は赤色で、出血箇所は両目から。
クラスメイトからのいじめや兄からの虐待に苦しむ辛い毎日を過ごし、精神的に追いつめられていたが、魔法少女サイトからステッキを与えられ、魔法の力を手にする。
自己肯定感が低く、人と接することが苦手な極度の引っ込み思案だが、誰よりも心優しい性格の持ち主。捨て猫（後述）を一人世話し、その子猫が殺された際は花を供えて弔ったり、露乃の過去を知って彼女のために大泣きするなど、常に他人を気遣う優しさを併せ持つ。ステッキを狙う梨ナに襲われた際でも、初めてステッキを使った時不本意にも人を殺めてしまった罪悪感から、「もう人を殺したくない」とステッキを使うことを躊躇っていた。デリケートでストレスを感じやすく眠れないため、クマがとれないのが悩み。
かつて高ノ織中に転校してきた際、人見知りで運動音痴や反応の乏しさからクラスメイトの不興を買ったことでさりな達グループによるいじめの対象となってしまうが、火本から密かな恋心を寄せられており、常に自分を気にかけてくれる彼に対して惹かれている。
虹海の急逝および兄である要の失踪後、一人虹海の死を受け入れられない日々を過ごすが、さりなから自分のステッキを返されると共に、叱咤激励され立ち直る。これ以上の犠牲者を出さないためにと、一人で全てを背負おうとしていたが、露乃に「あなたが一人になってどうする」と一喝されたことで、仲間と協力して魔法少女サイトを倒すことを改めて誓った。
サイト管理人・弐の打倒後、露乃の寿命があとわずかと知り泣き崩れるが、2回目の管理人奇襲作戦決行前に露乃と竹下通りで楽しい一時を過ごし、互いに真の友情を確かめ合い、キスを交わした。
【第2部】
サイト管理人・拾に苦戦を強いられる中、寿命を使い果たした露乃の思いを受け取り、露乃やみかりを除く仲間たちを救う。しかし、露乃を失ったショックから声を出せなくなり、清春のステッキによる代弁を通じて会話を行う。
一時はステッキの酷使によって寿命が限界を迎えそうになるが、露乃の死をきっかけに新たな能力に目覚めたステッキでさりなや仲間たちと寿命を補填し合うことで寿命を取り戻し、仲間と共に不幸の連鎖を断ち切ることを誓った。ステッキで花夜と酒木の記憶を自分の脳に転送させて彼女たちがたどった辛い過去に大粒の涙を流し、自分の過去の戦いの記憶を二人に転送させ、仲間として迎え入れた。
実は露乃とは一日違いの双子の姉妹。実の両親は生まれて間もなくして消息不明となり、親類縁者が引き受けを拒否したため、養女として朝霧家に引き取られ、夫からのDVが原因で流産した養母に愛情深く育てられていた。
初めは養父から突き付けられた自身の出生の事実を受け入れられなかったが、養女である自分を純粋に「家族」として受け入れてくれた養母の愛情を知って泣き崩れた。しかし例え血の繋がりはなくとも誰も死なせないことを誓ってサイト管理人・拾弐に立ち向かい、身を挺して家族を守ると同時に自分と露乃が血の繋がった双子だった事実を知らされたことで露乃と「運命で繋がっていた」と心から喜び、拾弐を撃破する。
拾弐の打倒後、サイト管理人・漆が不要宣告を出されたことを告げた要に「お兄ちゃんが今までしたことはずっと許さないが、お兄ちゃんや家族のためを思って虐待に耐えていた」という自身の思いを伝えた。しかし王の覚醒によって期日よりも早くテンペストが始動するも希望を捨てず、奴村や王に吸収されてしまった大切な人たちを助けるため、不屈の決意を発して声を取り戻した。仲間と共にステッキを通じて魔法少女サイトやテンペストの真実を知り、さりなと共に壱以外のサイト管理人たちに立ち向かい、彼女の決死の覚悟を受け取り、さりなの犠牲と引き換えに弐に変えられていた露乃を救った。
地球の宮の消失によって地球が崩壊する寸前に全ての寿命と引き替えにステッキで時間を越えて過去の自分に自分の意識だけを転送させ、再度拳銃型ステッキを受け取った直後に肉体と共にさらに過去へ飛び、過去の自分と出会い事情を説明し、二人で共に過去へ戻っていくを何度も繰り返すことでステッキを手にした自分のみを連れ出して仲間を増やしていた。
過去改変の世界において自分以外の魔法少女となる少女達を不幸から救うことで魔法少女サイトと出会う運命を回避させ、誰も不幸にならなくなったころに全ての元凶である王を消し去るため、地球の宮への潜入を図るが、要にかけられた魔法によって阻止され、皆が幸せであると同時に「奴村さんとずっと一緒にいたい」という願いを見出だし、壱の能力で地球が崩壊する寸前に戻り、手に入れた露乃のスマホ型ステッキで時を止めている間に壱の手によって地球を再構築させるため、協力するよう呼び掛けた。
再構築された世界では実妹である露乃とは下の名前で呼び合う仲となり、仲間や家族と幸せな時を過ごしている。
ステッキ
対象を別の場所に飛ばす拳銃型
自分や相手を使用者の感情に強く変化が起きた場所へ飛ばす瞬間移動能力を有する。紋章はハート。
しかし露乃を失って以来、彩の「みんなを守りたい」という強い想いによって、物体だけでなく人の記憶や寿命の移動ができるようになった。また、サイト管理人と管理人に変えられた少女の身体を無傷で分離させたり、自分の意識を過去に飛ばすことも可能。
4月8日生まれのおひつじ座（14歳）。身長145センチメートル。体重41キログラム。A型。東京都出身。趣味・特技は読書。長所は温厚、髪・肌が綺麗。苦手なものはスポーツ、会話、人前に立つこと。好きなものは動物、チョコレート、ぬいぐるみ、肉。
奴村 露乃（やつむら つゆの）
声 - 茜屋日海夏
彩のクラスメイト。後ろ髪が外側に跳ねた金髪ショートヘアの少女。一人称は「あたし」。ステッキ使用時に染まる髪色はオレンジ色で、出血箇所は口から。
以前からクラスでいじめられていた彩のことを密かに気にしていたが、彼女が自分と同じように魔法少女サイトと出会い、魔法少女になったことを知り、さりなに脅されていたところをステッキで助け（同時にさりなの首を切りつけ傷をつけた張本人となった）、接触する。当初は「邪魔者は全員消してしまえばいい」という思想を持ち、彩が自分に害は無く、共闘するのに良いと考えていただけだったが、彩の人柄を知って好感を抱くようになり、考えを改めるようになった。
表情の起伏を全く見せない非常にクールな性格で、後述の経緯からステッキで相手を傷つけたり殺すことに一切の躊躇いを持たない冷徹な一面を併せ持ち、彩をいじめるさりな達グループを蛇蝎のごとく嫌っている。洞察力が鋭く、優しく振る舞う要が裏の顔を持っていることや、火本が彩に対して密かに気があることを見抜いている。
かつては両親のいるごく普通の幸せな家庭で暮らしていたが、ある日押し入った強盗により両親を惨殺されてしまう。それ以来、強盗の影に怯えながら1人で暮らしていた中で魔法少女サイトと出会い、与えられたステッキで壮絶な復讐を遂げた。
一時はステッキの使い過ぎで寿命が大幅に削られ、生死の境を彷徨うが、さりなとの攻防の末に倒れた彩と共に小雨のステッキの力で復活。さりなの猛攻で自宅マンションが崩落してしまうが、シャーペン型ステッキによる防壁で建物の下敷きにはならず、住居を失ったその後は朝霧家に居候していた。
サイト管理人・弐の一件後、彩や仲間たちに自身の寿命があと2日であると告白。2回目の管理人奇襲作戦決行前に彩の誘いで竹下通りを遊び歩き、互いに真の友情を確かめ合い、笑顔で彩とキスを交わした。サイト管理人・拾に苦戦を強いられる中、最期の力で時を止め、彩に全てを託しながら、安らかに息を引き取る。しかし死亡した彼女の身体は謎の黒い霧に覆われ始めていた。
【第2部】
実はそれぞれ異なる養父母の元で育てられた彩の双子の妹と判明。生まれて間もなく奴村家に引き取られ、強盗事件が起きるまで養父母から愛情深く育てられていた。
ステッキの使用で寿命を使い果たしたことで時間停止能力を備えた弐に変貌し、魔法少女たちと敵対するが、新たな能力に目覚めた彩のステッキによって露乃としての姿を取り戻した。
過去改変の世界では養父母が自宅に押しかけた強盗に殺されそうになったところから警察が駆けつけたことで強盗は逮捕され、養父母やもうじき産まれる予定の赤子が助かったため、魔法少女サイトと出会う運命を回避した。その際、彩と思わしき声を耳にした。
再構築された世界では実姉である彩とは下の名前で呼び合う仲となり、幸せな時を過ごしている。
アニメ版ではサイト管理人・漆との一騎討ちでステッキを酷使した末に命を落とすが、新たなサイト管理人候補に選ばれ、これまでの記憶を抹消されたことで彩に襲いかかる。しかしステッキで彼女に寿命を分け与えられたことで復活を遂げ、彩と共に漆を撃破した。
ステッキ
全ての時を止めるスマートフォン型
自分以外の時を自在に止め、動かしたい相手の名前をステッキに入力することで、その相手を動かせる時間停止能力を有する。紋章は三日月。
アニメ版では新たなサイト管理人候補に選ばれると同時に、彩のステッキの能力をも吸い込む赤い光弾を放ち、攻撃する能力に変わっていた。
ちなみに、自身や禍沼アリスが持つ時間操作系のステッキは寿命の減りが一番速いとされている。
4月9日生まれのおひつじ座（14歳）。身長152センチメートル。体重43キログラム。AB型。神奈川県出身。趣味・特技はゲーム・睡眠・水泳。長所は行動力があり、社交的で運動能力が高い。苦手なものは朝起きること、肉類。好きなものは野菜、ケータイゲームアプリ、ハチミツ、ヨーグルト、可愛いもの、ゆるキャラ。
潮井 梨ナ（しおい りナ）
声 - 鈴木愛奈
露乃とネット上で知り合った魔法少女。一人称は「わたし」。ステッキ使用時に染まる髪色は水色で、出血箇所は鼻から。
情報収集が得意で、露乃と共にテンペストについて調べ、他の魔法少女たちと連絡を取り合っていたが、魔法少女狩り（マジカルハンター）によって何人もの魔法少女が殺害されたころに行方不明となる。しかし実際はサイト管理人・漆からテンペストの脅威を教えられ、災厄から生き残るために力を欲して「魔法少女狩り」となり、さつりく帳を通じて他の魔法少女たちからステッキを奪っていた。
元々は黒みがかったショートヘアとそばかすのある顔が特徴だったが、他の魔法少女から奪ったステッキの能力でさりなの姉である雫芽さきの容姿に変化させ、胸の辺りまで届くピンク色の髪をシュシュでふたつにまとめたおさげが特徴の眼鏡をかけた巨乳の少女になった。
魔法少女サイトから与えられたハンマー型ステッキを合わせ、他の魔法少女たちから奪った10以上ものステッキを使い過ぎたことにより寿命が大幅に削られ、意識不明の重体に陥るが、小雨のステッキで復活。そして「行く当てがない」として、彩のクラスに転校してくると同時に彩の計らいで露乃に続いて彼女の元に居候することになる。また、梨ナのことを内心見下していた露乃がテンペストに関する情報を知ったその後も梨ナを生かしているのは「ああいうバカは利用しやすい」、「味方につけておけばいざという時、役に立つから」らしい。
【第2部】
第1部以前の物語を描いた第2部前半部では、容姿を変える以前の姿で登場しているが、かつて同級生からひどいいじめを受けた末に引きこもりとなり、自殺を図ろうとしたところで魔法少女サイトと出会った経緯が描かれている。さつりく帳を通じて花夜や酒木と接触するが、酒木にすぐさま本性を見抜かれて二人に襲いかかり、花夜がコピーしていた注射器型ステッキによって一部の記憶を奪われた。花夜と酒木がステッキで死を偽装した後に漆と出会い、さつりく帳を与えられ「魔法少女狩り」となった。
2回目の管理人奇襲作戦でサイト管理人・拾に苦戦を強いられていたが、死亡した露乃やみかりを除く仲間たちと共に彩に命を救われ、彩のステッキで仲間とそれぞれの寿命を補填し合うことで彩や清春と共にあとわずかであった寿命を取り戻した。紗雪と共にサイト管理人・拾肆を撃破し、ステッキで死を偽装していた花夜と酒木と再会する。
関係者の救助では自宅内に現れたサイト管理人・拾捌と遭遇し一騎討ちに挑むが、電撃攻撃が通用せず、母親を庇って左足を失ってしまう。母親を連れてその場から逃げ出し、追いかけてきた拾捌に追いつめられるが、彩の瞬間移動によって難を逃れた末に小雨のステッキで辛うじて一命を取り留めた。
過去改変の世界では自分をいじめていた女子グループが、いじめの証拠動画をSNSで拡散され、さらには自宅特定もされるという自業自得の憂き目を受けたため、魔法少女サイトと出会う運命を回避した。再構築された世界では以前の容姿ではなく、さきの容姿で固定されていた。
ステッキ
強力な破壊力を有するハンマー型
地面や頭部を簡単に割ったり、潰すことができる。紋章はダイヤ。
電撃を起こす杖型
小波ゆうが所有していたステッキ。電撃によって身体機能を治せる他、空中浮遊も可能。紋章は☆。
ステッキの使い過ぎで倒れ、回復してからしばらくステッキを所持していなかったが、後に露乃がさりなからスマートフォン型ステッキを返されると同時に梨ナが再び手にしたステッキであり、さりなとの連携でサイト管理人・弐を仕留めた。
魔法を無効化する結界に閉じ込めるシャーペン型
虹海の親友・池股みかどが所有していたステッキ。外部からの魔法や物理攻撃を無効化させる上、内部でステッキの使用が可能となる結界を張ることができる。紋章は－。
他者の容姿をコピーするカメラ型
自分の容姿を写した相手と同じ容姿に変えられる。しかし元の容姿に戻す方法は不明。紋章は△。
魔法を別の場所で使えるライター型
付属している地雷型ステッキを魔法を仕掛ける場所に配置し、本体であるライター型ステッキのスイッチを押せば、その場所に魔法が発動する仕組みになっている。紋章は×。
露乃が万が一のために昏睡状態の梨ナの病室に仕掛け、シャーペン型ステッキによる魔法の結界で梨ナを防御する決め手となった。

12月8日生まれのいて座（13歳）。身長147センチメートル。体重42キログラム。B型。東京都出身。趣味・特技は食べること、ネトゲー、ネットサーフィン、スマホゲーム、アニメ。長所は情報収集。苦手なものは虫、勉強、人ゴミ。好きなものはパンケーキ、アボカド、パソコン。

穴沢 虹海（あなざわ にじみ）
声 - 芹澤優
人気アイドルグループ『いぬあそび。』のメンバー（チワワ担当）で、ファンからは「にじみん」の愛称で親しまれている。明るい水色の髪をふたつにまとめたツインテールの美少女で、メンバーの中でも特に人気が高く、直戸をはじめとする熱狂的なファンを多く集めている。また、副業で稼いでいるおしりんごグッズは生産が追い付かないほどの絶大な人気を博し、巨額の収入を持つ。一人称は「私」。ステッキ使用時に染まる髪色は青色で、出血箇所は肛門から。
アイドルらしい天真爛漫な明るい性格で、彩と露乃と出会ってすぐに自分が魔法少女であることを認め、二人を「あやっぴ」、「つゆゆ」と呼んで交友を深めようとする一方、二面性が激しく、負の感情（本人曰く「毒りんご」）が高ぶると爪を噛みながら怒りや憎しみに満ちた形相を見せる。以前、魔法少女の親友・みかどを梨ナに殺されて以来、彼女に強い殺意と憎悪を抱いている。
かつて多額の借金を抱えて自殺した父（声 - 関幸司）の死を悲しむ中で魔法少女サイトと出会い、与えられたステッキで父を死に追いやった借金取りを殺そうとしたが、みかどに諭されたことで思い留まった。それからはステッキに頼らずに幼いころからの夢だったアイドルデビューを果たし、絶大な人気を獲得した末に母（声 - 中村桜）に新しいマンション、弟（声 - 古賀葵）にチワワ（ブルータンの雌）のスティーブン冴子（-さえこ）を贈った。
梨ナを探し出すべく、「学業に専念する」名目で芸能活動を休止して彩のクラスに転校する。彩の自宅を訪ねて要に一目惚れをし、要に唆されて魔法少女やステッキに関する情報を教えてしまう。
自分のステッキを手にした要に操られ仲間の魔法少女を追い詰めるが、清春の魔法の上書きで正気に戻ると同時に全てを知る。自分のせいで仲間を危険にさらした強い後悔と罪悪感から、これまでにない殺意と憎悪を爆発させ要に襲いかかるも、要が手にした紗雪の日本刀型ステッキで斬られ致命傷を負う。しかし、最期の力と執念を振り絞って割ったガラス瓶で要の喉を掻き切り、笑顔を浮かべたまま死亡。
【第2部】
第1部以前の物語を描いた第2部前半部では、『いぬあそび。』メンバーとして芸能生活を送る姿が描かれている。第1部の彩と露乃同様、花夜と酒木はさつりく帳で虹海が魔法少女であると知った。花夜や酒木が魔法少女であることは知らないものの、ライブの常連である酒木とは顔見知りの仲で、彼女のことは「さくらたん」と呼んで親しくしており、ステッキのコピーという名目でライブに訪れた花夜にも「さくらたんのお友達」と明るく接してくれた。
過去改変の世界では自殺と見せかけて父を殺そうとした借金取りが突如現れた警官達に逮捕されたことで父が助かったため、魔法少女サイトと出会う運命を回避した。過去改変と再構築された世界においてはアイドルデビューをしていないが、要への恋心は健在だった。
ステッキ
自分の思いのままに全ての人間を操れるパンツ型・魔着（まぎ）
一度パンツを穿いて命じる時だけ紋章が現れ、パンツを脱いでも命令はそのまま実行される。虹海はこのステッキで 自分のファンたちを操り、自宅マンションに留まらせて料理や掃除などの家事を命じていた。紋章はスペード。
7月5日生まれのかに座（14歳）。身長146センチメートル。体重40キログラム。AB型。青森県出身。趣味・特技はカラオケ、ダンス、ブログ、絵を描く、お風呂。長所は笑顔で誰とでも気がねなく話せる、友達想い、笑顔。苦手なものは料理。好きなものはりんご、タピオカミルクティー、犬、ファンのみんな。
雫芽 さりな（しずくめ さりな）
声 - 山崎はるか
彩をいじめていた不良女子グループのリーダー格であるクラスメイト。赤髪のおさげが外見上の特徴。友達思いで義理堅い姉御肌な少女だが、その一方で気に入らない相手や敵対者に対しては無慈悲な一面も持つ。一人称は「あたし」。ステッキ使用時に染まる髪色は黄色で、出血箇所は両耳から。
常日頃から親友のえりかや愛とグループを組んでおり、彩を「うじうじしている」という理由から、学校ではえりか達と共に彩に対してボールをぶつけたり彼女の携帯電話をダーツの的にして壊すなどの凄惨極まりない執拗ないじめを行っている。そのため露乃や火本から軽蔑されており、特に前者からは蛇蝎のごとく忌み嫌われていた。しかし、えりかと知人の先輩である荒井の不自然な事故死や、それを契機に荒井や自分達が多くの生徒に嫌われていた事実を知って追い詰められる。彩を激しく逆恨みし、事の真相を聞き出すべくカッターを取り出してまで彩を問いつめるが、ステッキで時を止めた露乃に首を切りつけられて未遂に終わる。それ以来、首に一生消えない傷跡が残った。
入院先の病院で偶然姉と瓜二つの容姿をした昏睡状態の梨ナを発見してサイト管理人・漆と出会い、ステッキを与えられた。テンペストの脅威を知ると同時に彩と露乃に復讐するべく、梨ナに代わる魔法少女狩りとして魔法少女になることを決意し、退院後に梨ナに関する情報を虹海に教え、彩と露乃への復讐を決行。しかし、露乃との交戦時に自身の猛攻でマンションが崩落し、瓦礫の下敷きになりかけたところを彩のステッキによる瞬間移動によって難を逃れた。崩落したマンションの跡地から彩と露乃のステッキを回収した後、テンペストに関する矛盾点に気付いたことから漆の凶弾で一度は殺される。しかし、偶然一部始終を目の当たりにしていたアリスに助けられ、黒マントを纏った姿で彼女と行動するようになり、一時的に行方を眩ましていた。
彩に命を救われてからは以前と比べると性格や表情は丸くなり、（本人曰く「借りを返すため」）彩のステッキで漆の強襲から彩達を救ったり、虹海の死を受け入れられず、悲しみに暮れる彩を叱咤する上でステッキを返すなどする。ただ、自業自得とはいえその後も彩や露乃に対する恨みはまだ忘れていない模様。
アリスが発案したサイト管理人奇襲作戦では梨ナとの連携でサイト管理人・弐を仕留める。
【第2部】
2回目の管理人奇襲作戦でサイト管理人・拾に苦戦を強いられていたが、死亡した露乃やみかりを除く仲間たちと共に彩に命を救われ、寿命が限界を迎えそうになった彼女に自分の寿命を分け与えた。あさひと共にサイト管理人・捌を撃破するが、自分達を裏切ったアリスに対して強い怒りを向けており、彼女に鉄拳を下した。
関係者の救助ではサイト管理人・肆によって母親を殺され、肆との一騎討ちに挑むが斬撃や締め付けが通用せず、肆が出す虫の大群の出現に苦戦し、姉を連れてその場から逃げ出すが、母親を助けられなかったことに強い悔しさを見せた。
テンペスト始動後、彩へのこれまでの罪滅ぼしのために管理人たちに一人立ち向かおうとした彩を援護して彼女との連携で拾・玖・拾参・肆を撃破し、彩のステッキによって拾壱・拾漆と元魔法少女の身体を分離させた。しかしシャーペン型ステッキとの同時使用で寿命を大幅に削ってしまうが、最期の力と執念を振り絞って弐に変えられていた露乃を救い出すと同時にステッキの使用で寿命を使い果たし、シャーペン型ステッキと共に黒い霧となって消滅する。
再構築された世界では不良女子グループと関わりを持たず、梨ナや虹海と共に彩や露乃と友好関係を築いている。
ステッキ
どんな物でも切り裂くヨーヨー型
斬撃能力の他、ヨーヨーの糸で相手を拘束したり、遠距離の対象にヨーヨーを巻き付けることでその地点に瞬時に飛び移ることも可能。紋章はΦ。
4月25日生まれのおうし座（14歳）。身長156センチメートル。体重45キログラム。O型。東京都出身。趣味・特技はショッピング、プリクラ、スポーツ、映画鑑賞。長所は運動神経とスタイルがいい、友達思い。苦手なものは勉強、コーヒー。好きなものはプール、炭酸飲料水、ドーナツ。

#### 小雨と仲間の魔法少女
高校生のあさひやサイト管理人・弐が運営する魔法少女サイトからステッキを受け取ったアリスを除き、全員が聖甲南（せいこうみなみ）中学校に通う中学生で、サイト管理人・捌が運営する魔法少女サイトからステッキを受け取った魔法少女たち。
雨谷 小雨（あまがい こさめ）
声 - 原由実
中学2年生。左目の眼帯が特徴で、薄い銀髪のボブカットの少女。一人称は「私」。ステッキ使用時に染まる髪色はピンクで、出血箇所は自傷によって切った箇所（主に左手首）から。
普段は物静かで少々面倒臭がり。定期的に精神安定剤を飲まないと落ち着けないほど動揺する、情緒不安定な性格（梨ナ曰くメンヘラだが、小雨本人は否定している）で、ぬいぐるみをよく持ち歩く。日常的にリストカットを行う自傷癖のせいで身体に無数の傷があるため、常に長袖を着ている。紗雪の家には何度も訪れており、組員達からは可愛がられ、人気を集めている。
彩達とは別の魔法少女サイトからステッキを受け取った魔法少女の一人で、意識不明の梨ナや彩達をステッキの力で復活させた。そして、彩や露乃をはじめとする魔法少女達にサイト管理人を捕らえてテンペストの真実を聞き出す、サイト管理人捕獲の計画を伝えている。
実は医師からも「手術をしても半年ももたない」と宣告される重い病気を患っており、生きる希望を失っていた中で魔法少女サイトと出会い、クラスメイトの清春と知り合った。
【第2部】
死亡した露乃やみかりを除く仲間たちと共に彩に命を救われ、清春や酒木と共に行動し、自宅内に現れたサイト管理人・参に追いつめられるが、現れた花夜の援護で両親と弟、末子の赤ちゃんの救助に成功する。しかしテンペストを始動させた王に家族を吸収されてしまった。
テンペスト始動後、花夜がコピーしていた魔法のランプ型で収納されていた、帽子型、ジャンパー型、リュックサック型、傘型、盾型といった複数のステッキを装備した。
過去改変の世界では患っていたはずの癌が突如消えたことで完治し、魔法少女サイトと出会う運命を回避した。
ステッキ
自傷行為をした血で回復させるカッターナイフ型
治療を施したい相手にステッキで自傷した血を飲ませることで回復させる治癒能力を有する。ただし、延命させるだけで一度失った寿命を延ばすことはできない。紋章はQ。
11月6日生まれのさそり座（13歳）。身長144センチメートル。体重42キログラム。AB型。神奈川県出身。趣味・特技はネトゲー、睡眠、SNS、ぬいぐるみ集め、アニメ鑑賞、ネットショッピング、リストカット。長所は物静か、裁縫。苦手なものは人ゴミ、朝起きること、子供。好きなものはお菓子、オカルト。好きな有名人はNON STYLEの井上裕介。
燐賀 紗雪（りんが さゆき）
声 - M・A・O
中学3年生。凛とした立ち振る舞いに腰まで届く黒髪ロングの姫カットが特徴の少女で、非常にクールかつ冷静沈着な性格。一人称は「私」。小雨やみかりからは「さゆちゃん」の愛称で呼ばれている。ステッキ使用時に染まる髪色はダークパープルで、出血箇所は両手・全部の指の爪の間から。
極道「燐賀組」組長・燐賀玄庸の娘で、黒服の護衛達が立つ荘厳な門構えの屋敷に住んでいる。学校では規定の制服ではなく、短ランに黒いロングスカートの出で立ちで、胸にサラシを巻いている。しかしネット用語や現代の流行には少々疎い。
1年もの間、敵対する「我照院（がしょういん）組」に捕らわれ、監禁生活を強いられていた中で魔法少女サイトと出会い、与えられたステッキで自分を監禁した我照院の組員二人を斬り殺し、両親と再会した。しかし母親が虫の息だった組員の一人にとどめを刺して警察に連行されてしまい、紗雪自身は現在もそのことを悔いているものの、刑務所に収監された母との関係は続いている。
【第2部】
2回目の管理人奇襲作戦であさひと共にサイト管理人・拾肆によって深手を負わされたが、死亡した露乃やみかりを除く仲間たちと共に彩に命を救われたその後、梨ナと共に拾肆を撃破する。
しかしサイト管理人が魔法少女の家族や友人を狙い始めたことで父親や組員達を屋敷から避難させ、サイト管理人・伍との一騎討ちに挑むが、伍の魔剣と強力な再生能力を持つ喰異丸の猛攻に苦戦を強いられる。喰異丸もろとも伍の全身を硬化させ、撃破に成功。引き返した父親に看取られながら、死亡。
過去改変の世界では自分を捕らえようとした我照院組の組員二人が乗っていた車が突如制御不能となって事故を起こしたため、拉致監禁されることなく、魔法少女サイトと出会う運命を回避した。
ステッキ
斬った物を硬化させる日本刀型・魔刀（まとう）
物体の先にある物を斬り、硬化させることができる。さらには極限まで集中力を高め、寿命をより削ることで本体にも硬化を侵食させることも可能。紋章はX。
4月14日生まれのおひつじ座（15歳）。身長156センチメートル。体重47キログラム。A型。東京都出身。趣味・特技は茶道、剣道、弓道、空手、テコンドーなどのスポーツ全般。長所は忍耐強い・運動神経がいい・美白。苦手なものは雷、犬。好きなものは読書、カフェ巡り。好きな有名人は的場浩司。
泉ヶ峰 みかり（いずみがみね みかり）
声 - 本渡楓
中学3年生。ピンク色の縦ロールヘアに前髪をハート型のヘアピンで留め、大きなリボンをつけた少女。また、ハートの形をした眉はテープになっている。一人称は「あたくし」。ステッキ使用時に染まる髪色は黄緑色で、出血箇所は尿道から。
ある島に豪華な屋敷を持ち、自家用ヘリコプターで通学するほどの大富豪のお嬢様。かつては優しい両親に恵まれていたが、通り魔による無差別殺人に巻き込まれて両親を殺され、魔法少女サイトからステッキを与えられた。
わがままかつ高飛車、勝ち気で負けず嫌いな誇り高い性格。身の周りの世話は執事の山井に全て任せており、山井を弄り倒して遊ぶことが何より好きなドS。
しかし2回目の管理人奇襲作戦で少女の自宅内に送られた懐中電灯型ステッキを回収しようとした際、擬態を利用して身を潜めていたサイト管理人・拾肆に頭部と首を撃ち抜かれ、死亡。
【第2部】
過去改変の世界では通り魔が事件を起こす前に警察に連行されたため、魔法少女サイトと出会う運命を回避した。
ステッキ
超高速で空を飛べる箒型
驚異的なスピードであらゆる場所へと超高速移動ができる飛行能力を有する。紋章はV。
1月1日生まれのやぎ座（14歳）。身長142センチメートル。体重46キログラム。B型。アメリカ合衆国出身。趣味・特技はマリンスポーツ、散財、執事遊び。長所は負けず嫌い・アメとムチを使い分ける。苦手なものは家事全般、冬。好きなものは海外旅行、甘い物、お金。好きな有名人はブルース・ウィリスとジェイソン・ステイサム。
水蓮寺 清春（すいれんじ きよはる）
声 - 松井恵理子
中学2年生。前下がりの金髪ボブヘアーにリボンのカチューシャをつけた男の娘で、クラスメイトの小雨からは「キヨちゃん」と呼ばれている。一人称は「私」。ステッキ使用時に染まる髪色はピンクパープルで、出血箇所は額から。
性別は男だが、彼自身は自分を女の子だと思い込んでおり、常に女の子の格好をしている。しかし、学校ではそれが元で同級生からオカマ呼ばわりされるなどひどいいじめを受け、教師にも蔑まれ孤立しており、SNSも女の子として通していたが、同級生の男子達に男であることをバラされてしまった。その境遇ゆえに魔法少女サイトからステッキを受け取った少年魔法少女。
男とは思えないほどの可愛らしい容姿に仲間と認めた者には忠実で、力を尽くして守ろうとする強い意志を持つ。しかし裏で自分を虐げてきた者達をステッキで苦しめようと企むなど腹黒い本性を隠し持ち、自身をオカマ扱いするみかりとは少々仲が悪い。
虹海のステッキが紛失した際、みかりに感付かれながらも彩の気持ちを汲み、独自にステッキ奪還を考えるが、瀕死の重傷を負ってしまう。生死の境を彷徨った末に小雨や彩の魔法と美炭の介入で九死に一生を得た。
【第2部】
ステッキの使い過ぎで寿命があとわずかとなり、小雨のステッキでも回復不可能な状態であったが、彩のステッキで仲間とそれぞれの寿命を補填し合うことで一命を取り留めた。小雨と共に行動し、ステッキを通じて声を出すことができなくなった彩の代弁を行っている。サイト管理人・玖に母親を殺されてしまうが、アリスのステッキを奪取した彩が数分前に時を戻したことにより、母親の救助に成功したが、テンペスト始動させた王に母親を吸収されてしまった。
ある日、「女の子になりたい」という自分の心の中を母親に打ち明けたことで女装を始めて以来、親子の間で隠し事は一切しないと約束をしており、母親には魔法少女サイトの名前を語らぬようにある程度の秘密を打ち明けた。
テンペスト始動後、梨ナ・要・漆と共に地球の宮の破壊と侵入に動く花夜・酒木・小雨・アリス・安條のサポートに動き、梨ナと共に寿命を失いかけるが、彩に寿命を分け与えられたことで事なきを得た。要に代わり、全世界の人々の吸収を終えて地球の宮と共に地球を破壊しながら別の惑星へ移動しようとする王との死闘に挑み、ダメージを与えることに成功する。
過去改変の世界ではいじめを行っていた同級生の男子達が教師達に叱責されると同時に、自分を蔑んでいた教師も校長から咎められ大目玉を喰らったため、魔法少女サイトと出会う運命を回避した。
ステッキ
触れた相手とテレパシーができる指輪型
触れた者の感覚器官や神経回路と繋ぎ合わせることで、テレパシーによる意志疎通や対象の身体を支配して操ることができる（小雨曰く、「史上最凶のステッキ」）。紋章はS。
11月12日生まれのさそり座（13歳）。身長155センチメートル。体重46キログラム。O型。静岡県出身。趣味・特技は美容、オシャレ、ショッピング、ドラマ鑑賞、自撮り。長所は社交的・気さく。苦手なものは虫、オバケ。好きなものはかわいいもの、お風呂。好きな有名人は伊藤英明。
滝口 あさひ（たきぐち あさひ）
声 - Lynn
高校1年生。オレンジ色のロングヘアをゆるやかに巻き、ギャル系メイクをした少女で、人一倍正義感の強い性格。一人称は「あたし」。ステッキ使用時に染まる髪色はホットピンクで、出血箇所は乳首から。
小雨達と同じ魔法少女サイトからステッキを受け取った魔法少女の一人で、サイト管理人・捌に危うく暗殺されかけるも、自身のステッキによる高速移動で難を逃れて以来、小雨達と行動を共にしている。
虹海のステッキが紛失した際、ステッキ奪還を独自に考えた清春に操られる形で要に鉄拳制裁を下した。しかし自身も一時的に要に操られ、清春に瀕死の重傷を負わせてしまい、みかりと共に清春を抱え、紗雪の邸宅に身を寄せる彩達の元へ駆け付けた。
【第2部】
2回目の管理人奇襲作戦で紗雪と共にサイト管理人・拾肆によって深手を負わされたが、死亡した露乃やみかりを除く仲間たちと共に彩に命を救われた。さりなと共に捌を撃破するが、さりなや梨ナ同様、自分達を裏切ったアリスに対する怒りは強く、彩のステッキでアリスの元へ瞬間移動した際、真っ先に彼女に襲いかかった。
関係者の救助ではサイト管理人・拾壱に自宅を襲撃されるが、ステッキによる高速移動で母親と妹弟の救助に成功する。しかしテンペストを始動させた王に家族を吸収されてしまった。
かつて母親や妹弟と共に暴力的な父親からの家庭内暴力に苦しんでいた末に魔法少女サイトと出会い、与えられたステッキによる肉体強化状態で父親を殴り殺した過去を持つが、幸い父親から受けた正当防衛として処理されたため、殺人にはならなかった。
テンペスト始動後、現れたサイト管理人・弐の時間停止が発動する寸前に超高速移動で仲間を“時間の外”に連れ出し、テンペストの震源地まで運ぶが寿命を大幅に削った末、彩たちに全てを託して死亡。
過去改変の世界では父親が逮捕されたため、魔法少女サイトと出会う運命を回避した。
ステッキ
身体能力を極限まで増大させるネックレス型・魔飾（まかざり）
高速移動および身体強化能力を有する。さらには音や光よりも速く、時空の壁をも越える速さでの超高速移動も可能だが、同時に寿命の減りもより速くなってしまう。紋章はH。
9月28日生まれのてんびん座（15歳）。身長155センチメートル。体重46キログラム。A型。埼玉県出身。趣味・特技はネイル、ショッピング、カラオケ、テニス、プロレス鑑賞。長所はスタイルがいい、ダンス、歌。苦手なものは自分のすっぴん、月曜日。好きなものは渋谷、身体を動かすこと。好きな有名人はプロレスラーの棚橋弘至。
禍沼 アリス（まがぬま アリス）
中学3年生。彩や小雨とは別の魔法少女サイトからステッキを受け取った魔法少女。黄緑色のおかっぱヘアで特徴的な瞳と前歯を持つ怪しげな雰囲気を漂わせている。一人称は「アタシ」。ステッキ使用時に染まる髪色は紫色。
他人の嫌がる顔を見るのが好きなお調子者かつ飄々とした掴み所のない性格で、小雨や清春をはじめとする仲間の魔法少女たちからひどく嫌われている。絵の腕前は壊滅的で、他人に批判されるとひどく怒り出す。
母親は公園のトイレでアリスを産んだ直後に自殺し、預けられた施設で死ぬほどのひどいいじめを受けて脱走したアリスは、たまたま逃げ込んだ先のとある家主に拾われて以来、現在はその家主が所有していたマンションの一室に一人暮らしている（アリス自身も特に自分の過去を悲観する様子は全くない）。
一応は小雨たちの計画に協力する魔法少女の一人であるものの、普段は単独行動を好んでいるが、さりなを自身のステッキで助けて以来、彼女と共に水面下で密かに動いていた。そして、魔法少女サイト打倒の作戦として「サイト管理人が少女の元に新たなステッキを与える瞬間を狙い、奇襲を仕掛ける」という作戦を発案、湯華の元へステッキを届けようとしたサイト管理人・弐を仕留めることに成功する。
実は他に別の目的があるらしく、2回目の管理人奇襲作戦をサイト管理人・漆に感付かれてしまったことで仲間がサイト管理人・拾と拾肆に苦戦を強いられる窮地の中、彩達の前から突如姿を消し、別の場所からステッキで寿命を使い果たした露乃の異変を観賞していた。
アニメ版ではさりなとの関わりがなく未登場だが、第12話で美炭と一緒に写った写真で一瞬登場している。
【第2部】
実は漆と協力関係を持つ美炭の妹であり、本名は美炭 アリス（みすみ アリス）と判明。兄・貴一郎のことは「兄ちゃ」と呼んでいる。
しかし彩達を裏切ったため、さりな達からは裏切り者と見なされ、「てめーらの命はわたがしみてーに軽い」と暴言を吐いたため、彩にステッキを奪われ、さりなに殴り倒された。
実は一つ歳の離れた妹のルイスがいたが、自分よりも先に魔法少女サイトからステッキを与えられた妹がある日を境に失踪した後に自身もステッキを与えられたことから、兄と共に妹を探し出し、魔法少女サイトを破壊することを目的に動き、自分達と同じ目的を持つ安條や兄の窮地を救った花夜と酒木と手を組んでいた。
過去改変の世界ではルイスと共に魔法少女サイトと出会う運命を回避した。
ステッキ
数分前に時を戻す携帯電話型
数分（1分）間だけ時を戻すことによって、一度は死んでしまった者も死ぬ前の時間に戻して復活させることが可能。紋章はⅣ。
2月20日生まれのうお座（14歳）。身長145センチメートル。体重42キログラム。A型。東京都出身。趣味・特技はゲーム、ネット荒らし、速読、将棋。長所は頭の回転が早い。苦手なものは水泳、球技、歌。好きなものは甘い物、イケメン。

#### 第2部から登場する魔法少女
湖村 花夜（こむら かよ）
第2部前半における主人公。美鷹市第八中学校に通う中学2年生。紫色のくせっ毛の髪をショートヘアにした少女。一人称は「あたし」。ステッキ使用時に染まる髪色はピンクがかったオレンジ色（コーラルピンク）で、出血箇所は口から。
以前はよく笑う明るい性格だったが、2年前に『黄金井市少女リンチ殺人事件』で妹の愛里を3人の不良少年に殺されてしまう。刑事であった父親がその3人を惨殺して壮絶な復讐を果たしたことから、「殺人鬼の子供（娘）」と罵られ、学校でひどいいじめに遭っている。
自分をいじめ、嘲笑うクラスメイトへの殺意と憎悪を募らせる日々を過ごしているが、強い精神と忍耐の持ち主ゆえ、「父のようにはなりたくない」とその殺意を抑えている。しかし14歳の誕生日に母が倒れ、自分の人生に絶望し、泣き崩れていた中で出会った魔法少女サイトからステッキとさつりく帳を与えられ、魔法少女となった。
唯一の理解者である幼馴染みの拓馬のことを大切に思っており、メリッサ達に脅迫された際には、身を挺して拓馬を守った。
いじめに加担していない唯一のクラスメイトであり、魔法少女の一人の酒木に窮地を救われたことをきっかけに密かに彼女との友情を感じるようになる。酒木の推測や父の証言から、妹は“A”という謎の人物から魔法少女サイトのステッキを与えられた犯人達に殺されたことを知る。
“A”を見つけ出すべく、“A”からステッキを与えられた魔法少女の霰矢と共闘することになり、さつりく帳を通じてのステッキのコピーで霜園をはじめとする魔法少女達と交友関係を結んだ。
しかし“A”と関わっていた美炭が魔法少女サイトと繋がっていたことを知って追われる立場となる。家族や友人を守るべく、酒木と共にコピーしていたサイコロ型ステッキの能力で死を偽装し、身を潜めながら情報収集を行う。後にコピーしていた小雨のステッキで要の逆襲によって満身創痍となった美炭を救い、彼やアリスと結託した。コピーしていたアリスのステッキでサイト管理人・弐と拾陸によって抹殺された梨ナやさりなたちを救い、サイト管理人と戦う彩たち魔法少女との接触を試みる。
彩からステッキで彼女自身の過去の戦いの記憶を転送されて涙を流し、彩を抱きしめながら改めて魔法少女サイトの打倒を誓った。彩から寿命を分け与えられた後、コピーしていた霰矢のステッキで小雨と酒木を援護し、サイト管理人・参を撃破した。
テンペスト始動後、コピーしていたランプ型ステッキから美炭が所有していたステッキを取り出し、酒木・小雨・アリス・安條と共に地球の宮内部へ侵入する。全世界の人々の吸収を終えて地球の宮と共に地球を破壊しながら別の惑星へ移動しようとする王との死闘の末、コピーしていたネクタイ型ステッキで性別変換した状態で王に起死回生の一撃を放ち、撃破に成功する。
過去改変の世界では安條が“A”として暗躍せず、『黄金井市少女リンチ殺人事件』が発生することなく、父が逮捕されることもなくなったため、魔法少女サイトと出会う運命を回避した。再構築された世界では拓馬と交際している様子が見られる。
アニメ版では第6話で彼女らしき魔法少女の写真が一瞬登場している。
ステッキ
触れた魔法少女の能力をコピーするコンパクト型
一度魔法少女に触れ、コンパクトに付属しているボタンを押すと、その魔法少女が所有するステッキに変化する。紋章は太陽。
酒木や霰矢、アリスをはじめ、さつりく帳を通じて虹海や梨ナ、霜園をはじめとする魔法少女達のステッキをそれぞれコピーしており、虹海以外のステッキの能力は一通り把握している。
3分前までの記憶を抜き取る注射器型
敵として襲いかかった梨ナの記憶を抜き取る際に使用した。紋章は!。
太鼓型、サイコロ型
虹海や梨ナ、霜園のステッキや注射器型ステッキと一緒にコピーしたステッキで、太鼓型は熱変化能力を持つ（紋章は℃）。
物体複製能力を持つサイコロ型ステッキで自分と酒木の身体とステッキを複製し、自殺と見せかけて死を偽装した。紋章は⇔。
水鉄砲型、ネクタイ型、風車型
注射器型ステッキの使用後、新たにコピーしたステッキで、水鉄砲型は石化能力を持つ（紋章は○）。
強風能力を持つ風車型ステッキはサイト管理人・漆にとどめを刺されそうになった霰矢を助ける際の目眩ましに使用した。紋章は⁂。
性別変換能力を持つネクタイ型ステッキは男性の不のエネルギーを弱点とする王を撃破する決め手のひとつを作った。紋章は♀。
どんな物もミニチュア化して収納する魔法のランプ型
美炭の邸宅の地下室に保有されていたステッキをミニチュア化し、保有していた。紋章はJ。
4月17日生まれのおひつじ座（14歳）。身長151センチメートル。体重44キログラム。A型。東京都出身。趣味・特技は家事全般、ソフトボール。長所は我慢強い、運動神経がいい。苦手なものは歌、ダンス。好きなものは母の手料理、甘いもの。
酒木 さくら（さかき さくら）
花夜のクラスメイト。よく教室の隅で漫画を描いている小柄な少女。一人称は「わたし」で、「ふんっ」が口癖。ステッキ使用時による出血箇所は臍から。
感情を表に出さない非常に寡黙な性格だが、「法で裁けない極悪人は死で償え」という悪人には冷酷一徹な面を併せ持つ。
1年前に父親が路上で溺死をするという謎の事故で死亡するが、警察は自殺として処理し、事件は謎を残したままとなった。その後、魔法少女サイトと出会い、ステッキを与えられた。
クラスで起きているいじめに唯一加担していない。今まで自分と関わることがなかった花夜から急に声をかけられるようになったことで彼女が自分と同じく魔法少女サイトと出会い、魔法少女になったことに気付く。メリッサ達による脅迫から花夜や拓馬をステッキで助け、彼女と接触してステッキの秘密や花夜の妹の事件に魔法少女サイトのステッキが絡んでいることを教えた。
花夜と共に彼女がコピーしていたサイコロ型ステッキで死を偽装して身を潜めながら情報収集を行い、サイト管理人と戦う彩たち魔法少女との接触を試みる。
関係者の救助では小雨と共に行動し、彼女の自宅内に現れたサイト管理人・参との一騎討ちに挑み追いつめられるが、現れた花夜の援護によって事なきを得た。
過去改変の世界では父親が殺されることもなくなったため、魔法少女サイトと出会う運命を回避し、「さかき桜」のペンネームで漫画コンクールの最終候補に残った。
アニメ版では第3話の『いぬあそび。』のライブで観客として一瞬登場している。
ステッキ
衝撃波を放つゲームコントローラー型
ボタン操作で壁に大きな破壊痕を作ったり、相手を気絶させるほどの強力な衝撃波を放つ。紋章はΣ
7月14日生まれのかに座（13歳→14歳）。身長97センチメートル。O型。東京都出身。趣味・特技は漫画を書くこと、オタ活。長所は洞察力がある、正義感および力が強い。苦手なものは朝起きること、犬、牛乳。好きなものはアニメ、漫画、甘いもの、人間観察。
霰矢 冬子（あられや とうこ）
黒髪のベリーロングヘアに蛇のような舌が特徴的な少女。一人称は「私（わたくし）」。ステッキ使用時による出血箇所は左眉から。
かつて何者かに家を放火されて両親を亡くし、弟を全身大火傷の重体へと追いやられてしまい、1年前に花夜の妹を殺した犯人達と同じように“A”からステッキを与えられる。放火犯への復讐を誓うと同時に生死の境を彷徨う弟を助けたい一心から魔法少女となり、治癒能力を持つステッキを探していた。
花夜や酒木の周辺を探った上で花夜のステッキを狙い、花夜がコピーしていた酒木のステッキによる一撃で倒されるが、“A”を探す花夜に手を差しのべられ、休戦協定を結ぶ。 その後、美炭の邸宅に潜入した酒木の調査で美炭が“A”や魔法少女サイトと関わっていることを知り、自らが“A”に変装して美炭と接触するという作戦を発案し美炭に接近するが、現れたサイト管理人・漆に「“A”の残党」として抹殺され、死亡。
アニメ版では第6話で彼女らしき魔法少女の写真が一瞬登場している。
ステッキ
爆発を操る指揮棒型
ステッキを向けた先にあるものを瞬時に爆発させる。紋章は∞。
美炭 ルイス（みすみ ルイス）
美炭貴一郎とアリスの妹。黒髪のおかっぱヘアとハイライトのない瞳が特徴の少女。兄・貴一郎のことは「お兄様」と呼んでいる。
当時小学生だったころ、貴一郎やアリスの知らぬところで姉よりも以前に魔法少女サイトから与えられたステッキを使い、兄をはじめとした警察関係者が頭を悩ませていた難事件や未解決事件、不起訴処分となった事件の犯人達を裁いていたが、ある日を境に失踪する。実際はステッキの使用で寿命を使い果たし、絶命した末にサイト管理人・拾陸に変貌した。
かつて自分に付きまとっていた変質者に襲われ、魔法少女サイトと出会ったことが示唆されていたが、過去改変の世界ではその変質者が突如自分から離れた場所に飛ばされたことで未遂となり兄に逮捕されたため、姉と共に魔法少女サイトと出会う運命を回避すると同時にルイスはサイト管理人と化す運命を回避した。
ステッキ
リコーダー型だが、能力は不明。紋章はⅨ。

#### その他の魔法少女
池股 みかど（いけまた みかど）
声- 田中あいみ
虹海の親友。茶髪のボブカットにカチューシャをつけた少女で、シャーペン型ステッキの本来の持ち主。一人称は「あたし」。
父の借金で苦しい生活をしていた虹海の良き相談相手であり、彼女がステッキで借金取りを殺そうとした時に自身も魔法少女であることを明かす上で虹海を諭し、誰よりも彼女のことを支えていた。
虹海よりも以前に魔法少女サイトからステッキを与えられたものの、ステッキの力を気味悪がり、虹海に相談して彼女に預けていたが、ハンマー型ステッキで梨ナに撲殺され、ステッキを奪われた。
【第2部】
過去改変の世界では魔法少女サイトと出会う運命を回避して梨ナに殺されることもなくなったため、再構築された世界では彩達と友好関係を築いている。
小波 ゆう（さざなみ ゆう）
声 - 古賀葵
番外編『誰が神やねん』の主人公。右目下に泣きぼくろがあるボブヘアの少女で、杖型ステッキの本来の持ち主。一人称は「私」。ステッキ使用時による出血箇所は鼻から。
長い間、自分に付きまとってきたストーカーに襲われ、半身不随になって車椅子での生活を余儀なくされていたが、その数日後に魔法少女サイトと出会い、ステッキを与えられた。ステッキの力で身体機能を回復させ、ストーカーへの復讐を企むが、背後から襲ってきた梨ナにハンマー型ステッキで撲殺され、ステッキを奪われた。
住倉 湯華（すみくら ゆか）
声 - 安齋由香里
八王寺に所在する八王寺第二中学校に通う中学2年生。腰まで届く茶髪のロングヘアに後ろ髪を少し三つ編みにして蝶の形の髪飾りでまとめている少女。一人称は「私」。
成績優秀、才色兼備、スポーツ万能を兼ね備え、常に一番だったために親友からの妬みを買っていた。しかし、親友の好きだった男の子に好意を寄せられたことがきっかけで親友を中心に同じ学校の女子達からのひどいいじめや集団無視を受けるようになり、身体中にひどい痣を作っている。元々は明るくおしとやかだったが、いじめのせいで心に深い闇を抱えるようになり、かつての彩と同じように毎日死ぬことばかりを考えていた。
ネット上で密かに都市伝説として囁かれている魔法少女サイトの存在を知ったことでアリスと同じ魔法少女サイトと出会い、ステッキで自分を貶めてきた者達に復讐しようと企む。しかしサイト管理人・弐が倒され、弐が渡そうとしていたステッキもアリスに回収されたために受け取ることが出来なかった。後日、校舎裏でいじめを受けていたところを梨ナに救われた。
【第2部】
テンペスト始動後、自室の窓から外で起こっている異変を一人見届ける姿を見せている。
ステッキ
酸素を取り込むペットボトル型
蓋を開けると周囲の酸素を取り込む。紋章はⅩⅢ。
6月19日生まれのふたご座（14歳）。身長151センチメートル。体重46キログラム。A型。東京都出身。趣味・特技は読書、勉強、料理、陸上競技。長所は頭脳明晰かつ運動神経がいい。苦手なものは辛いもの、爬虫類。好きなものはスイーツ。
霜園 博子（しもぞの ひろこ）
さつりく帳を通じて花夜と酒木と出会った魔法少女の一人。ツインテールで丸眼鏡をかけており、豊満なスタイルの持ち主の少女。一人称は「私」。
学校で散々ないじめに遭っていたが、魔法少女サイトから与えられたステッキを使い、自分をいじめていた者達に次々と報復を仕掛けてからは、いじめられることはなくなったものの、「ノロ子」と呼ばれるようになり、周囲から避けられるようになってしまった。
さつりく帳を通じて花夜と酒木と出会い、「私とお友達になってほしい」と笑顔で花夜のステッキのコピーを了承し、二人と友好関係を結んだ。しかしテンペストの始動において、他の魔法少女もろともサイト管理人に惨殺された。
アニメ版では第6話で彼女らしき魔法少女の写真が一瞬登場している。
ステッキ
病気を引き起こすリモコン型
相手に向かってスイッチを押すと、腹痛や吐き気を起こさせる（本人曰く、ノロウイルスにかかったみたいになる）。紋章は✽。

### 魔法少女（魔法少女サイトSept）
高橋 つらら（たかはし つらら）
『Sept』の主人公。新膳中学校テニス部に所属し、親友の雹花とダブルスを組んでいるツインテールの少女。一人称は「わたし」。ステッキ使用時に染まる髪色はライトイエローで、出血箇所は膣から（自身のステッキを手にした雹花も同様）。
明るく思いやりのある性格で、全国大会出場のためなら練習を怠らない努力家。自身の努力や雹花の懸命なサポートもあって念願の全国大会の出場が決まった。しかし以前からテニス部顧問の倉木に脅迫され、肉体関係を強要されていた末に妊娠が発覚したことで魔法少女サイトからステッキを与えられ、魔法の力を手にする。
ステッキを与えられたその日、倉木に妊娠の事実を打ち明けるが中絶するよう見捨てられ、赤井からプレゼントされたキーホルダーを壊された上、一方的に自身や赤井のことを侮辱されたあまり、逆上して使ったステッキで不本意にも倉木を殺害してしまう。
倉木を殺した罪悪感に怯え、表向きでは行方不明扱いとなった倉木が生徒を自宅に連れ込んでいた噂が学校内に広まる中、中絶同意書を受け取る。赤井に告白され、彼と一線を越えたことから現実逃避をする形で交際を始める。
しかし、間口によって倉木に撮られていた自身の陵辱写真が学校中に暴かれたことで豹変した赤井に手酷く見捨てられ、クラスメイトからのひどい非難の嵐に耐えきれず、全てに絶望した末、雹花の目の前で屋上から飛び降り自殺を図り、死亡。
ステッキ
撃ち抜いたものを破裂させる電動ドリル型
レーザーで撃ち抜いたものをねじ曲げ、破裂させる。紋章はてんびん座。
長月 雹花（ながつき ひょうか）
声 - 川澄綾子
『Sept』のもう一人の主人公。親友のつららと共にテニス部に所属し、ダブルスを組んでいる少女。一人称は「あたし」。青みがかった短い黒髪と左目下にある泣きぼくろが特徴で、ボーイッシュかつ冷静な性格。
かつて父親を事故で亡くしたショックで引きこもりとなり、毎日見舞いに訪れてくれるつららに対して次第に友情を感じるようになる。テニスの全国大会に出たい彼女の夢を叶えたい一心で立ち直り、無二の親友となった。
つららが魔法少女サイトから与えられたステッキを使った倉木の殺害現場に偶然遭遇し、彼女の苦しみを知る。倉木に対して「つららを汚した最低の男」という強い憎悪の念と同時に「つららを苦しめる奴は死んでも構わない」の思想を抱き、証拠隠滅のために自身もつららのステッキを使い、倉木の遺体を粉微塵にして処分した。
魔法少女サイトの存在を知ったその後、彼女の堕胎費用を稼ぐためにつららから預かったステッキを使って親父狩りを始める。自分やつららとの秘密に気付いていた安條に犯行現場を目撃されてしまう。つららが自分の想いと裏腹に赤井と交際を始めたことにショックを受け決別を宣言するが、倉木が撮っていたつららの陵辱写真が学校中に暴かれたことで赤井や周囲から非難の嵐を浴びるつららを見捨てきれず、一人彼女を庇っていた。つららの自殺直後、安條から真実を知らされ、ステッキを手にする安條の援護もあり、真犯人である間口との激しい攻防の末に辛くも勝利する。
間口から受けた致命傷を含め、これまでのステッキの多用によって寿命があとわずかとなるが、魔法少女サイトを破壊しようと独自に行動する安條から「雹花自らがサイト管理人となり、魔法少女サイトのシステムを内部から破壊する」という策を出され、自分やつららの全てを破壊したものに対する反撃を誓い、ステッキの使用で寿命が尽きたことでサイト管理人・漆に変貌した。
本編における過去改変の世界では、つららと共に魔法少女サイトと出会う運命を回避できたかは不明だが、漆として再構築された世界に残されていた。
アニメ版では第12話でステッキを酷使した末に命を落とした奴村の前に現れる巨大な眼球として登場した。
安條 磯子（あんじょう いそこ）
つららと雹花のクラスメイト。斜めにカットされた前髪で右目を隠しており、黒みがかったダークブラウンのロングヘアが特徴の少女。一人称は「アタシ」。
根暗で謎めいた雰囲気を漂わせており、他人を陥れるのが上手く、目的のためなら手段を選ばない性格。しかし意外と几帳面で、はるとという恋人がいたことがある。
実は魔法少女サイトとは別のルートからステッキを与えられた魔法少女であり、彼女自身も魔法少女サイトに何らかの恨みがあるらしく、裏で魔法少女サイトのシステムを調べる実験として、少年少女関係なくステッキを与える謎の存在・“A”に扮していた。
以前からつららや雹花の周辺を探った上で彼女達の秘密を知っており、つららの陵辱写真が学校中に流出し、彼女がいじめの標的となった際は特にいじめに加担も止めもしない中立の立場に立った。しかし雹花からは写真を流出した犯人と疑われていたが、実際は真犯人を突き止め、その真実を雹花に教え、真犯人である間口との攻防において雹花を援護した。
1年前、“A”として美炭に始末され、彼がサイト管理人・漆と繋がるきっかけを作った張本人とされていたが、実際は美炭とアリスによって地下の拷問部屋に囚われ、「自分達が見つけた標的に寿命が尽きるまでステッキを使わせ、その逝く末がどうなるか」の実験台にされてしまう。しかし二人の目的を既に把握していたことで、“A”である自身の死を偽装し、雹花が変貌した漆と手を組むように指示して自身と同じ魔法少女サイトの破壊を目的とする美炭やアリスと結託し、密かに生存していたことが明かされた。
過去改変の世界では魔法少女サイトとの関わりを持たず、はるとと将来を誓い合っていた。
“A”
能面で素顔を隠し、黒マントを纏っており、「魔法の使者」を名乗るが、あくまでも魔法少女サイトとは無関係の存在。
霰矢のような不幸な少女だけでなく、男女関係なく魔法少女サイトのステッキを与えており、ステッキを手にした少年達を裏で従えている。鴉間・最原・久松の不良少年グループにもステッキを与えたことで『黄金井市少女リンチ殺人事件』を引き起こした黒幕となり、“A”からステッキを受け取った者たちが一般人を次々と襲う無差別殺人の引き金を作ったが、全ては魔法少女サイトのシステムを知り尽くすための実験に過ぎなかった。
表向きでは美炭によって始末され、ヘアドライヤー型ステッキやハンドベル型ステッキをはじめとする自身が保有していたステッキを回収されたことで美炭と漆が繋がるきっかけを作った張本人とされている。
9月16日生まれのおとめ座（16歳）。身長147センチメートル。体重39キログラム。O型。東京都出身。趣味・特技は囲碁、ゲーム。長所は策略家、人を動かす。苦手なものは動物。好きなものはハチミツ、人間ドラマ。
間口 冷子（まぐち れいこ）
新膳中学校の女性教員。普段は穏やかだが、本性は極めて陰湿かつ腹黒い性格。
表向きは善良な教師として振る舞うが、以前から「暇潰し」と称して、毎朝生徒の下駄箱を漁ることを趣味としており、ある生徒の下駄箱に入れられていたステッキを盗み、魔法少女の力を手に入れた。
同僚の倉木とは以前から何らかの深い関係にあったらしく、彼に対して歪んだ愛情を抱いていた。倉木がつららによってステッキで殺された後、学年主任と共に倉木の自宅アパートを訪ねて倉木とつららの関係を知り、つららに対する嫉妬から彼女の陵辱写真を学校中に流出することでつららを死に追いやるが、真実を知った雹花とステッキによる激しい攻防を繰り広げた末、「あたしの親友に謝ってきな、クソババア」と言い放たれながら、電動ドリル型ステッキで全身を粉砕され死亡。
ステッキ
氷を操るブレスレット型
氷を召喚し、冷気を自在に操る。紋章はさそり座。

#### その他の魔法少女（魔法少女サイトSept）
なのか
『Sept』特別番外編の主人公。高校受験に成功した少女。受験の合格祝いで両親とファミレスで外食を楽しもうとした矢先に突如店内に突っ込んできたトラックと正面衝突して両親と両足を失い、車椅子生活を強いられることとなった。一人称は「私」。ステッキ使用時による出血箇所は舌から。
両親を殺し、自分の人生を壊した犯人への強い殺意と憎悪を抱く中で出会った魔法少女サイトからステッキを与えられ、復讐のために動く。しかし犯人である岩蔵が自分の引き起こした事故に強い後悔と罪悪感を抱き、妻を一人残せずとも自ら殺されることを望んだことから、彼の代わりに岩蔵の妻をステッキで消滅させた。
その後の消息について詳しく触れられていなかったが、本編の第2部65話で霜園をはじめとする他の魔法少女諸ともサイト管理人に惨殺された。
ステッキ
対象を消滅させるペンチ型
挟んだものを消滅させる。紋章はかに座。

### 魔法少女サイト陣営
王
声 - 能登麻美子
サイト管理人たちから「王」と崇められ、世界で最も不幸な者（少女）とも呼ばれる謎の少女。ウェーブのかかった非常に長いベリーロングヘアに右目を前髪で隠し、両目から血の涙を流しているのが特徴。瞳にはテンペストが起きるまでのカウントダウンが表示されたページにも描かれている受精卵が浮かび上がっており、彼女が佇む「王室」には魔法少女と思われる多くの少女たちの遺体やステッキが転がっている。
彩と露乃が背負う“不の運命”を強く認めており、「テンペストを成功させるための重役」として彼女たちに狙いを定めている。
【第2部】
テンペストがあと10日と迫り、不のエネルギーがあと少しと集まる中で独断行動の多い漆を始末するよう壱に命じる。しかし、サイト管理人たちの予想をも遥かに上回る不のエネルギーが十分に集まったことで本来の期日よりも早い目醒めを果たし、壱を中心とした残された9人のサイト管理人たちと対面して遂にテンペストを始動させ、魔法少女達が護った家族をはじめとする全世界の人々を吸収していく。
かつて「神の座を奪われた“魔法少女”」で、地球を守る使命を与えられる存在であったが、「零（れい）」という名前以外の記憶は殆ど失ってしまった。二度目の人類滅亡を引き起こしたAIの前に現れ、地球を人類が滅亡する以前の姿に戻すよう命令した後に人類を試すためとして魔法少女サイトを設立し、残されたAIの一機をサイト管理人の「壱」に変え、テンペストを発案した。
全世界の人々の吸収を終えると、地球の宮と共に地球を破壊しながら別の惑星へ移動しようとしたところでテディベア型ステッキを手にした清春や駆けつけた小雨たち魔法少女と死闘の末、最期はネクタイ型ステッキで性別変換した花夜の起死回生の一撃に敗れ、消滅する。
その正体は地球の均衡を保つ役割を持つ魔法少女だったが、かつて貴衣とつくねによって倒された黒幕・黒呂木零（くろろぎ れい）が自身の身が滅ぶ寸前に彼女を支配し、長い年月をかけて復讐の刻を伺い、神となって人類を手中におさめようとしていた。

#### サイト管理人
漆（なな）
声 - 中尾隆聖
彩達が出会った魔法少女サイトの管理人。一人称は「僕」。切り揃えた前髪に短い黒髪を2つに結んだ髪型と独特な話し方が特徴。指鉄砲が武器で、標的を撃ち抜く他に撃ち抜いた標的をねじ曲げ破裂させたり、相手の攻撃を歪曲する。
ステッキが円滑に使用されるよう、美炭と手を組んでいるが、サイト管理人の中でも特に独断での行動が多いため、壱をはじめとする他のサイト管理人たちからは良く思われていない。弐が不在の経過報告会議で弐の異変を察し、他のサイト管理人たちに「これからステッキを与える際は用心した方がいい」と警告する。
【第2部】
美炭と彼が保有していたステッキの消失がきっかけで王に不要宣告を出されてしまう。虹海のステッキを乱用していた要を頼るべくテンペストの存在を教えて陸と拾伍の襲撃から逃がし、陸と拾伍を撃破した後に壱と遭遇する。しかし壱の襲撃で情緒不安定な部分を見せるが、間一髪のところをハンドベル型ステッキを手にした安條や美炭とアリスによって救われ、安條の言葉で雹花だったころの記憶の断片を取り戻し、美炭達と結託する。彩のステッキを通じて彩達魔法少女に魔法少女サイトの誕生の経緯やテンペストの真実を伝え、王ではなく自身が神になろうという企みを語った。
弍をはじめとするサイト管理人襲撃時はあさひに助けられ、地球の宮付近まで運び込まれたが、魔法少女たちや美炭達が王や壱を撃破した後、地球が滅亡の危機に陥る。しかし彩がステッキで過去に戻り過去改変を繰り返し、壱の協力もあって滅びかけた地球を再構築させたその後、漆は再構築された世界に残された。最終話では味方側のメンバーと海でのバカンスを楽しんでいる様子が描かれており、完全に和解しその後も交流があると考えられる。
アニメ版ではステッキの酷使で寿命を使い果たし、新たなサイト管理人候補となった露乃を操る。しかし彩のステッキで寿命を分け与えられたことで露乃は復活し、時を止めた二人によって電車の前に瞬間移動させられ、最後の質問を言い残し、彩と露乃は全ての答えを出して時を戻したことにより、そのまま電車に轢かれる最期を遂げた。
長月 雹花（ながつき ひょうか）
『Sept』のもう一人の主人公。親友・つららのステッキを手にして魔法少女となる。つららの自殺後、彼女自身もステッキの酷使で寿命を失い、サイト管理人・漆に変貌を遂げた。
捌（はち）
声 - キズナアイ
小雨達が出会った魔法少女サイトの管理人。おかめの面を被った和服姿で、京都弁口調。日本刀が武器で、無数に分身することもできる。
【第2部】
分身能力を駆使してさりなを苦戦させるが、あさひが高速移動で見つけた本体を斬られたことにより、倒された。
弐（に）
声 - 悠木碧
アリスが出会った魔法少女サイトの管理人。ひょっとこの面を被った学ラン姿で、関西弁口調。強靭的な身体能力を持ち、どんなものも破壊・切断できる衝撃波能力を有する。
湯華の学校へペットボトル型ステッキを届けに向かった際、奇襲を仕掛けた彩たち魔法少女によって倒された。
【第2部】
ステッキの使用で寿命を使い果たした露乃の身体を媒体に時間停止能力を身に付けると同時に復活し、研修として拾陸と行動を共にする。
テンペスト始動後、拾陸や他のサイト管理人たちと共に彩たち以外の魔法少女を全て殺害し、他の管理人たちが次々と撃破される中で拾陸と共に彩とさりなを追いつめるが、さりなの決死の覚悟を受け取った彩によって、露乃の身体と分離されたことで倒された。
越智 沈果（おち しずか）
八王寺市に所在する開泉（かいせん）中学校に通っていた中学3年生。真ん中に分けた前髪に短い黒髪のツインテールが特徴の少女。
クラスメイトである4人の男子から暴行を受けて精神が病み、不登校になっていたが、魔法少女サイトから与えられたステッキの力で自身に暴行を加えた男子全員を殺害し、復讐を遂げた。しかしその後、沈果自身もある日を境に失踪するが、実際はステッキの使用で寿命を使い果たし、絶命した末にサイト管理人・弐に変貌したが、彩たち魔法少女に倒されて沈果としての姿を現した。
奴村 露乃（やつむら つゆの）
沈果が変貌していた弐が倒された後にステッキの使用で寿命を使い果たし、絶命したことで時間停止能力を備えたサイト管理人・弐に変貌した。
拾陸（じゅうろく）
つららが出会った魔法少女サイトの管理人。オーバーオール風の腹掛けを着こんだ金太郎のような風貌をしている。巨大な鉞を武器に持ち、刃部に炎を纏わせることで高層ビルをも真っ二つにするほどの強大な威力を引き出したり、残像で相手を油断させる。
【第2部】
壱の命令で魔法少女や魔法少女達の家族や友人といった関係者を暗殺するべく、復活した弐と行動を共にする。
テンペスト始動後、弐や他のサイト管理人達と共に彩達以外の魔法少女を全て殺害し、他の管理人達が次々と撃破される中で弐と共に彩とさりなを追いつめるが、さりなの決死の覚悟を受け取った彩によって、ステッキで元魔法少女の身体と分離させられたことで彩に倒され、拾陸に変貌していたルイスの身体が無傷のまま現れた。
美炭 ルイス（みすみ ルイス）
美炭とアリスの妹。姉よりも以前に魔法少女サイトからリコーダー型ステッキを受け取ったが、ステッキの使用で寿命を使い果たし、絶命した末にサイト管理人・拾陸に変貌していた。
壱（いち）
声 - 安里勇哉
他のサイト管理人たちのリーダー的存在で、サイト管理人による経過報告の会議を取り仕切っている。軍服を纏ったのっぺらぼう、或いはスレンダーマンのような風貌をしている。
自分の周囲にあるもの全てを引力で引き寄せ強制的に斬られに来る光の剣を生み出す他、変動した時の流れを破壊する、対象が止まるまで追跡を続けるエネルギー波を放つ、頭部から大量の針を生やしたり鰐に変形させる、目と思われる部分から光線を放つ、ドーム状の毒ガスの内部に相手を閉じ込めるなどといった100もの能力を身に付けている。
他の管理人たちと共に独断行動の多い漆のことを良く思っておらず、自分たちに探りを入れる魔法少女達を始末するよう漆に命じている。
【第2部】
復活した弐と拾陸をはじめとするサイト管理人に魔法少女および魔法少女達の家族や友人を暗殺するよう命じ、自身も王の命令で処分対象となった漆を始末するべく動き始める。陸と拾伍を倒した漆の前に現れ、漆には人間としての感情が残っていることを指摘し、情緒不安定に陥れ追いつめるが、取り逃がしてしまう。しかし弐・拾陸・拾・拾参・拾漆、標的を取り逃がした肆・玖・拾壱と共に覚醒した王と対面する。
その正体は他の管理人たちとは異なり、かつて二度目の人類滅亡を引き起こしたAIの一機。王によって「壱」と名付けられ、全ての電子回路および対象の電子媒体を介して自在に行き来できるよう身体を変化された。
テンペスト始動後、地球の宮の頂上付近で王の護衛に立ち、斧型ステッキを手にした美炭と対峙し圧倒するが、サイト管理人の身体構造を突き止めた山井の電磁パルス銃によって形勢逆転し、山井と共にステッキを手にして援護に現れた拓馬と花夜の父とヘアドライヤー型ステッキを手にした美炭に圧倒され、最期は筆型ステッキを手にした玄庸によって倒された。
過去改変の世界では漆をはじめとする他のサイト管理人達が誕生しなかったことで一人魔法少女サイトを運営していたが、彩の元へスマホ型ステッキを届けに行ったところで拳銃型ステッキによって何度も時を越えて過去へ戻り、ステッキを手にした自分自身という仲間を増やしていた彩と遭遇、彼女のステッキで地球の宮と共に地球を破壊しながら別の惑星へ移動しようする王の記憶を転送され、一度地球を滅亡させると同時に再構築させたAIである壱に地球を再構築してほしいと呼び掛けられ、「幸せというものを一度味わいたい」ということで彼女の協力に応じ、再構築された世界で王の代わりに自ら地球の核となって地球を護るようになり、同時に人々の記憶も都合が良くなるように書き換えた。

##### その他のサイト管理人
参（さん）
蛇そのものな顔をしており、チャイナ服を纏っている。いかなる場所にも潜って回避し、尻尾や口先を刃物に変えて奇襲を仕掛ける。
【第2部】
関係者の救助のために自宅へ戻った小雨と彼女と行動していた酒木の前に現れ、酒木との一騎討ちに挑む。壁や床を瞬時にすり抜け、攻撃を回避することで二人を追いつめるが、援護に現れた花夜がコピーしていた霰矢のステッキによる爆破攻撃で倒された。
肆（し）
肥満体型でセーラー服を着た大仏のような風貌をしている。訛りの入った話し方で、相手を押し潰して圧殺するほどの怪力の持ち主である他、口から蜂や蜘蛛をはじめとする虫の大群を出して相手を襲う。
【第2部】
関係者の救助に向かったさりなの前に現れ、彼女の母親を殺害し、さりなとの一騎討ちに挑む。斬撃も通用しないほどの強硬な身体と虫の大群でさりなを追いつめ、姉を連れて逃避を図ったさりなを追いかけようとするが、壱から全員招集を命じられたことで取り逃がした。
テンペスト始動後、彩とさりなの連携で拾漆の攻撃を受けてバラバラにされ、倒された。
伍（ご）
体操服にブルマ姿の舞妓のような風貌をしている。一人称は「妾（わらわ）」。
鍔から蛇に似た凶暴な生物が5匹生えている。魔剣・喰異丸（くいまる）を武器に持ち、戦闘時に口から出してくる他、口から羽根状の刃を飛ばして攻撃を仕掛けてくる。
【第2部】
紗雪の両親と燐賀組の組員に狙いを定め、父親の玄庸や組員達を屋敷から避難させた紗雪との一騎討ちに挑み、魔剣による猛攻と喰異丸の強力な再生能力で紗雪を圧倒するが、紗雪の渾身の一撃で喰異丸の刀身を破壊されるものの致命傷を負わせた。しかし、ステッキの全身硬化によって喰異丸諸とも石化すると同時に紗雪の異変を察して引き返した玄庸に首を斬り落とされ、倒された。
陸（ろく）
声 - 小杉十郎太
ジャージ姿で般若の面を被っている。髪型はリボンをつけた三つ編みのおさげで、掌から対象を消滅させる黒い煙を放つ。
【第2部】
漆を始末するべく、拾伍と共に要と手を組もうとする漆の前に現れるが、返り討ちに遭い上半身を破裂させられ、倒される。
玖（きゅう）
黒スーツに狐面を被っており、単調な話し方が特徴。手刀で相手の首を切り落としたり、掌から相手を氷漬けにする冷凍光線を放つ。
【第2部】
清春の母親を殺害するが、アリスのステッキを奪取した彩によって時を戻され、彼女が清春と共に避難したために取り逃がした。テンペスト始動後、彩とさりなの連携で自らが氷漬けになった上でさりなに切り刻まれ、倒された。その後、死体を弐に蹴られる等、酷い目に遭っている。
拾（じゅう）
声 - 小西克幸
スキンヘッドでラッパーを思わせる風貌をしている。英語口調な話し方が特徴で、相手の鼓膜を破くほどの威力を持つ強力な超音波や怪力が武器。
世多谷区在住の少女の学校へバレーボール型ステッキを届けようとした際、強力な超音波で彩たちを苦しめ、立ちはだかった梨ナやさりなを圧倒する。
【第2部】
テンペスト始動後、さりなが持っていたシャーペン型ステッキの防壁で自身の超音波を防がれ、彩とさりなの連携で閉じ込められた防壁の内部で超音波が反響したことで全身バラバラとなり、倒された。
拾壱（じゅういち）
顔の殆どが骸骨になっており、スクール水着を着ている。経過報告の会議中には度々居眠りをしているが、ポルターガイスト現象を引き起こすほどの強力な念力を引き起こし、引き寄せた周囲のもの全てを一瞬で圧縮させる他、引力で対象物を引き寄せることもできる。
【第2部】
関係者の救助に向かったあさひの前に現れ、強力な念力で彼女の母親と妹弟を苦しめるが、あさひの高速移動によって取り逃がした。
テンペスト始動後、弐の攻撃と自身の引力による連携で彩とさりなを追いつめようとするが、彩のステッキで元魔法少女の身体と分離させられたことで彩に倒され、拾壱に変貌していた少女の身体が無傷のまま現れた。
拾弐（じゅうに）
天狗の面を被ったバニーガールのような風貌をしている。掌から対象を跡形もなく消し飛ばし、民家を半壊に追い込むほどの威力を持つブラックホールを作り出す。
【第2部】
漆に促され自宅へ戻った要や彩と要の両親を狙うが、虹海のステッキを手にした次郎に阻止され、追い返されてしまう。
しかし次郎がステッキの酷使による大幅な寿命の消費で倒れ込んだところから再び現れて彩の自宅を半分消し飛ばし、彩と露乃が双子の姉妹であった事実を突き付けるが、露乃と運命で繋がっていたことを喜ぶ彩によって自身が放ったブラックホールを背後に飛ばされ、上半身が消し飛んだことで倒された。
拾参（じゅうさん）
豚そのものな顔をした修道士のような風貌をしている。地中から巨大な棘を大量に出現させ、相手を串刺しにする。
【第2部】
テンペスト始動後、彩とさりなの連携でさりなに切り刻まれ、倒された。
拾肆（じゅうし）
ポニーテールで黒いパーカーを羽織り、ホラー映画に出てくるようなマスクを被っている。マスクの目と口部分からビームを放つ他、擬態を作って相手を油断させる。
品河区在住の少女の自宅へ懐中電灯型ステッキを届けようとした際、擬態を利用して身を潜め、ステッキを回収しようとしたみかりを抹殺し、立ちはだかった紗雪やあさひを圧倒する。
【第2部】
梨ナのステッキによる電撃攻撃と自身のビーム攻撃で一騎討ちを繰り広げるが、紗雪に擬態を見抜かれた上で斬られ、倒された。
拾伍（じゅうご）
声 - 富士葵
顔を包帯で覆い隠したOLのような風貌をしている。斧や日本刀をはじめとする無数もの刃物を召喚する攻撃やレーザートラップを仕掛ける他、強力な再生能力を持つ。
【第2部】
漆を始末するべく、陸と共に要と手を組もうとする漆の前に現れるが、返り討ちに遭い倒される。
拾漆（じゅうしち）
白衣を羽織っており、ツインテールの髪型でピエロのような顔をしている。両手から相手にファスナーを取り付け、そのままバラバラにするリング状のビーム光線を放つ。
【第2部】
テンペスト始動後、弐や拾陸と共に彩とさりなを追いつめるも、彩のステッキで元魔法少女の身体と分離させられたことで彩に倒され、拾漆に変貌していた少女の身体が無傷のまま現れた。
拾捌（じゅうはち）
メイド服姿で小尉の面を被っている。髪型はリボンをつけたツインテールで、毛先を変形させて対象を消し飛ばす光弾を放ち、攻撃を仕掛けてくる。身体をゴムのように自在に伸び縮みさせ、電撃攻撃も無効化にする他、背中から出すジェットパックによる空中飛行で標的を追跡する。
【第2部】
関係者の救助のために自宅へ戻った梨ナの前に現れる。ゴムのような身体で電撃攻撃も無効化にすることで圧倒し、母親を連れて逃避を図った梨ナを追いつめるが、彩の瞬間移動によって取り逃がした。彩との空中戦ではジェットパックによる超高速移動とゴムの身体で圧倒するが、彩のステッキで元魔法少女の身体と分離させられたことで彩に倒され、拾捌に変貌していた少女の身体が無傷のまま現れた。

#### サイト管理人と深く関わる者
美炭 貴一郎（みすみ きいちろう）
声 - 鈴木達央
警視庁の刑事。右側に跳ねたアシンメトリーな水色の髪が特徴的な容姿端麗の美男子で、地下室が存在するほどの豪華な邸宅に一人暮らしている。一人称は「僕（または私）」。
実はサイト管理人・漆と繋がりを持つ協力者であり、彩をはじめとする少女達の周辺や環境の調査、ステッキの配布など、物事が円滑に進むよう動き、漆から信頼を寄せられているが、漆と手を組んだ理由や目的は一切謎に包まれている。自宅内の地下室には拷問器具をはじめ、大量のステッキを保有している。
常に冷静沈着で、感情的になることは珍しいほどの寡黙な性格。少々神経質な面はあるものの頭脳が優れ、運動神経も良く多才だが、実は要に対して歪んだ愛情を抱いており、直戸の一件を調べていくうちに要が魔法少女サイトの存在に気付いてステッキを悪用したと見抜き、地下の拷問部屋に拉致監禁する。しかし自力で拘束具を外した要から逆襲を受け、隠し持っていた拳銃で要に銃弾2発を浴びせ、深手を負わせた。
【第2部】
魔法少女の一人であるアリスの兄と判明。元刑事である花夜の父のかつての部下でもあり、彼の死刑執行が確定され、東京拘置所に移送されたと知らされた際は名残惜しんでいた。
実はステッキを使用した末に姿を眩ましたもう一人の妹のルイスを探し出すためにアリスと共に魔法少女サイトを破壊することを目的に動いていた。1年前には「自分達が選んだ標的に寿命が尽き果てるまでステッキを使用させる」という実験を行い、その実験台として“A”の正体である安條を標的に選ぶが、彼女が自分達と同じ目的を持っていた他、安條の指示もあって漆と繋がりを持つようになったことが判明する。要が地下室を脱走したその後、小雨のステッキをコピーしていた花夜と酒木に救われ、九死に一生を得たことでアリスと共に彼女達と結託し、アリスや安條と行動していた。
テンペスト始動後、地下室に保有されていたステッキは花夜がコピーしていた魔法のランプ型に全て収納されていたことが判明。美炭はその内の一つの斧型ステッキを装備してサイト管理人・壱と対峙、100もの能力を持つ壱の前に圧倒されてしまうが、駆けつけた花夜の父に救われ、手渡されたヘアドライヤー型ステッキで壱の行動を逆行させることで山井や拓馬達と共に壱を追いつめた。
過去改変の世界では妹達が魔法少女サイトと出会う運命を回避したため自身も魔法少女サイトとの関わりは持たなくなり、呑気にテレビゲームで遊ぶ妹達に呆れつつも参加するなど良き兄になっているが、再構築された世界でも要に執着していた。
8月10日生まれのしし座（28歳）。身長181センチメートル。体重75キログラム。AB型。愛知県出身。趣味・特技は料理、トレーニング、ボルダリング、ピアノ。長所は冷静沈着、綺麗好き。苦手なものは虫、不潔な人。好きなものは骨董品、花、美しいもの。
美炭 アリス（みすみ アリス）
美炭の妹にして、サイト管理人・弐から携帯電話型ステッキを受け取った魔法少女。
安條 磯子（あんじょう いそこ）/ “A”
魔法少女サイトとは別のルートからステッキを与えられた魔法少女。「魔法の使者」を名乗る“A”として、男女関係なくステッキを与えていた。

### 魔法少女の家族

#### 朝霧家
朝霧 要（あさぎり かなめ）
声 - 岡本信彦
彩の兄。三陽堂院高等学校に通う高校2年生。一人称は「僕」。黒髪（アニメ版では青みがかかっている）に黒縁眼鏡をかけた端正な容姿に成績優秀、スポーツ万能を兼ね備えた完璧な優等生だが、極めて歪みきった本性の持ち主で、自分や母親・桃子以外の全てを「クズ」と見下し、逆に自分は「神」のような存在と自負している。マザコン気味で桃子のことは慕っているが、東大合格確実な秀才として過大な期待をかける父親・次郎を激しく嫌悪し、その精神的ストレスを解消するために妹・彩を日々虐待している。
魔法少女サイトの存在を知り、虹海から魔法少女サイトやステッキに関する情報を聞き出し、露乃が所持していた虹海のステッキを奪った直後、自身に襲いかかってきた直戸を自殺に見せかけるように殺害、魔法少女達からステッキを奪おうと暗躍する。
しかし虹海の決死の反撃で深手を負い、小雨のステッキを奪おうとしたところを足止めした美炭に拉致監禁されてからは性的暴行（美炭曰く「調教（アニメ版では正しい教育）」）を受けるが、完全に屈服しておらず、精神が破綻した演技で美炭を騙し、隙を見て拘束具を外して逆襲を仕掛け、美炭邸に放火して脱出に成功。拘束具をつけた全裸の状態で街中を徘徊した末に美炭から受けた銃撃が元で倒れるが、病院に運び込まれ、辛うじて一命を取り留めた。
【第2部】
入院先の病院でサイト管理人・漆と遭遇し、美炭の消息について問い詰められながらも、あと10日と迫ったテンペストの存在を初めて知る。サイト管理人・陸と拾伍の襲来で漆から自分の家族に危険が迫っていることを知らされ、自宅に保管されている虹海のパンツ型ステッキを手に入れるために病院から逃げ出す。帰宅して両親に危険が迫っていることを伝えようとするが信じてもらえず、サイト管理人・拾弐の襲撃を受けるも、肝心のステッキを次郎に奪われ、勉強を強制される羽目になってしまう。
実は養子として引き取られた彩の義兄と判明。拾弐によって今まで妹を虐待していた事実を桃子に知られたものの、意識不明状態になった次郎に対して日頃の恨みを遂に爆発させ、顔が変形し歯が折れる程の暴行を加えるが、奪おうとしていたステッキは彩によって花夜の元へ転送されてしまうも、彩が声を出せなくなったことにいち早く気付いた。次郎の急逝後、彩に漆が不要宣告を出され、自身に声をかけてきたことを教え、このまま自身を生かすよう要求するが、あと一度でもステッキを使えば寿命が尽きるよう、寿命を奪われた上で彩が今まで父からのプレッシャーに苦しんでいた自分や家族を守るために虐待に耐えていた事実や思いを知って複雑な感情を抱くようになる。
テンペスト始動後、自分を陵辱した美炭と再会し殺意を見せ、美炭からテディベア型ステッキを手渡された際は不満を募らせていた。しかし全人類の吸収を終え、地球の宮ごと別の惑星へ移動しようとする王に立ちはだかるも、自身が美炭との関係で女として認識されたため、攻撃が通じずショックを受けた。
地球の宮の消失によって地球が崩壊する寸前に彩が全ての寿命と引き替えにステッキを使うと同時に自身も全ての寿命と引き替えに密かに取り戻していたパンツ型ステッキで彩一人が不幸にならないよう魔法をかけ、皆を救うには彩自身が幸せになる以外方法がないと気づかせた。
再構築された世界では壱に記憶を書き換えられた次郎との父子関係も良好になっているが、未だに美炭につきまとわれていた。
アニメ版では次回予告も担当した。
1月13日生まれのやぎ座（16歳）。身長172センチメートル。体重52キログラム。AB型。東京都出身。趣味・特技は勉強、スポーツ、囲碁、将棋、散歩。長所は記憶力が良く（特に縄の縛り方は数百通り頭に入れている）、全てにおいて万能。苦手なものは動物、父親。好きなものはカレーライス、お風呂、DV。
朝霧 次郎（あさぎり じろう）
声 - 小上裕通
彩と要の父親。息子の要を溺愛する一方、娘の彩には基本的に関心を示さない。かつて自分が東大に合格できなかったことから、息子への教育には異常なまでに厳しい態度で臨み、模試が満点でないだけで要に過剰な暴力を振るい、それらの経緯が原因で要の性格を病ませ、彩への虐待のきっかけになっていることに気付いていない。
息子が行方知れずになってからは一人部屋に引きこもり、酒浸りになってしまうが、息子が見つかったと連絡を受け、妻と共に病院に駆け付けた際に医師から要が握りしめていた虹海のパンツ型ステッキと美炭とアリスのツーショット写真を手渡された。
【第2部】
要の部屋に保管されていた虹海のステッキを手に入れ、自宅に襲来したサイト管理人・拾弐を制止させて魔法少女サイトの存在を知り、ステッキの力で拾弐を追い払った上で息子に東大合格のために勉強を強制する。
実は彩の養父であり、かつて第二子を妊娠していた桃子にDVを行ったことで流産させた張本人。彩に自分が朝霧家に引き取られた養女で本当の娘ではない事実を突き付けるが、ステッキの副作用を知らずに酷使していたために寿命を大幅に削ってしまい、肛門からの出血多量で倒れ込み、意識を失う。拾弐との戦闘後、これまで溜め込んでいた日頃の怒りを遂に爆発させた要の鉄拳制裁を受け、ステッキは彩によって花夜の元へ飛ばされるが、ステッキの酷使による寿命の大幅な消費と出血多量によって死亡。要からは「あっけない最期だったな」と吐き捨てられた。
再構築された世界では壱に記憶を書き換えられたことで性格や表情が穏やかになり、家族仲も改善された。
10月2日生まれのてんびん座（51歳）。身長178センチメートル。体重80キログラム。AB型。栃木県出身。趣味・特技はゴルフ、ビリヤード、囲碁。長所は食べ物の好き嫌いがない。苦手なものはチョコレート。好きなものは息子、お酒。
朝霧 桃子（あさぎり ももこ）
声 - 増田ゆき
彩と要の母親。次郎とは学生時代に知り合い、24歳で結婚した。家族思いの心優しい性格だが、娘には無関心かつ息子に厳しい夫の教育方針には複雑な顔を見せている。次郎と同様、彩の苦しみには気付いていないものの、要と分け隔てなく彩のことを気にかけており、露乃をはじめとする友達が出来てから楽しそうにしている娘を温かく見守っている。
しかし彩のクラスで不審な事件が多発し、要が行方不明になったことから次第に家庭崩壊に苦しみ、精神的に追いつめられるようになり、娘の彩には眼中を示さず、要のことしか頭にない次郎に痺れを切らし、「私たちの子供は要だけじゃない」と言い咎めた。
【第2部】
実は彩の養母と判明。かつて要を出産して暫くした後に第二子となる女の子を妊娠していたが、自分達の子供は要だけで十分であった次郎からのDVが原因で流産し二度と子供を産めない身体になり、心に暗い影を落としていた。数年後に養子の話が舞い込み、その養子が女の子だったことから亡くなった子供と重ね合わせ、次郎の猛反対を押し切った上でその子供を家族として迎え入れ、「彩」と名付け育ててきた。
次郎や要とは対照的に養女である彩のことは純粋に「家族」として受け入れ、真摯に愛情を注いでいた。しかし息子や東大のことしか考えず、妻である自分や息子の要を暴力を抑えつけ、娘の彩に対して「本当の娘じゃない」と冷酷に吐き捨てた次郎に対し、遂に今まで溜め込んでいた怒りや第二子を流産させられた恨みを爆発させるが、ステッキの酷使と出血多量が原因で亡くなった次郎の死に一人涙を流していた。その後、テンペストを始動させた王によって吸収されてしまった。
再構築された世界では壱に記憶を書き換えられた次郎との夫婦関係も良好になった。
1月4日生まれのやぎ座（46歳）。身長160センチメートル。体重51キログラム。A型。山梨県出身。趣味・特技は料理、バドミントン、手芸。長所はどんな人にも心優しく、髪が綺麗。苦手なものはお酒、パソコン。好きなものはバラエティ番組、パワースポット、野菜。
ミャーちゃん
彩が通学路途中の橋の下で密かに可愛がっている子猫。アニメ版では「ミャーちゃん」と名付けられた他、彩から鈴のついた首輪をプレゼントされた。
火本と同じく、露乃と出会う以前の彩にとって心の拠り所となっていたが、その子猫の存在に気づいたえりかによって踏切内に放り込まれた挙げ句、電車に轢かれて死亡。さりな達によるいじめで子猫の死を知った彩はその後日、子猫が入っていた段ボールに花束を供え、丁重に弔った。
【第2部】
自分以外の少女達を魔法少女サイトと出会う運命を回避すべく過去に戻った彩によって救出され、殺される運命を回避した。再構築された世界では朝霧家の飼い猫になって暮らしている。

#### 湖村家
花夜の父親
本名不明。元刑事にして、美炭のかつての上司であったが、2年前に娘の愛里を殺した3人の不良少年を惨殺し、切り落とした3人の首を花夜と妻の元へ持ち帰り、2人を恐怖させた（花夜は恐怖のあまり失禁してしまった）。
当時犯人達を尾行していた際、彼らが幼い娘を殺したにも関わらず、反省の色を全く見せていないことに憤慨し壮絶な拷問の末に3人を惨殺するが、犯人達を尾行していた途中から突如記憶が途絶えてしまったため、それ以降のことはあまり覚えていなかった。
現在は調府拘置所に収監されているが、自分が起こした事件のせいで家族を苦しめていることをひどく悔やみ、家族のことを気にかけているが死刑を求刑され、東京拘置所へ移送された。しかし、酒木や一部からは「自らを犠牲に法で裁けなかった犯人達に制裁を下した」ことで、密かに英雄視されている。
しかし花夜がステッキで死を偽装したとは知らず、彼女が酒木と共に自殺をしたと知って絶望に閉ざされてしまう。その後、テンペストの始動による全世界の停電によって刑務所のシステムも停止し、暴動を起こした他の受刑者たちが脱獄したことに伴い、意を決して自らも脱獄した。地球の宮付近で王の吸収を逃れた山井や紗雪の両親、拓馬と共に梨ナ達の前に現れ、手にした靴型ステッキで美炭の窮地を救った。
過去改変の世界では『黄金井市少女リンチ殺人事件』が発生していないため、娘達にゲーム機をプレゼントした。
湖村 佐千子（こむら さちこ）
花夜の母親。2年前の事件以来、病床に臥せていたが、娘の誕生日に倒れて意識不明となってしまう。しかし、花夜が酒木と共にステッキで死を偽装してから暫くした後に意識を取り戻した模様。
過去改変の世界では『黄金井市少女リンチ殺人事件』が発生していないため、病床に臥せることなく家族と幸せに暮らしている。
湖村 愛里（こむら あいり）
花夜の妹。故人（享年8歳）。2年前、“A”から魔法少女サイトのステッキを与えられた3人の不良少年に襲われ、壮絶なリンチの末に死亡。
しかし愛里の他にも、女子高生の米河 ひとみ子（よねかわ ひとみこ）やサラリーマンの明田 松路（あけだ まつじ）といった一般人が“A”からステッキを受け取った何者かに襲われ、それぞれ謎の死を遂げている。
過去改変の世界では『黄金井市少女リンチ殺人事件』が発生していないため、殺されることなく家族と幸せに過ごしている。

#### その他の家族
梨ナの母親
本名不明。ステッキで容姿を変える以前の梨ナと同じく、そばかすのある顔が特徴。
娘の梨ナが容姿を変えた上で行方を眩ましてからの動向に関しては一切不明だったが、サイト管理人・拾捌に狙われ、駆けつけた梨ナに救われるものの、彼女がステッキで容姿を変えていたため、最初は娘であることに気付かなかった。しかしテンペストを始動させた王によって、吸収されてしまった。
雫芽 さき（しずくめ さき）
さりなの姉。妹思いの穏やかな性格で、眼鏡をかけた巨乳の少女。偶然にもカメラ型ステッキを手に入れた梨ナに自分の容姿をコピーされていた。
首の傷で入院した妹の見舞いで病院を訪れた際、さりなと梨ナが同じ病院に入院していたため、周囲から昏睡状態の梨ナと間違えられていた。
アニメ版では未登場。
【第2部】
自宅を襲撃したサイト管理人・肆に母親を殺されてしまい、自分も肆に狙われるが駆けつけたさりなに救われ、事なきを得る。しかし状況を理解できず、逃げ込んだ先の魔法少女達の隠れ家で自分の容姿をコピーした梨ナと対面し混乱していたが、テンペストを始動させた王によって吸収されてしまった。
燐賀 玄庸（りんが げんよう）
紗雪の父親。極道「燐賀組」組長で、威厳と風格に満ちあふれた厳格な人物。しかし組員達共々、虹海のステッキを手にして屋敷に乗り込んだ要によって行動不能にされてしまった。
アニメ版では未登場。
【第2部】
サイト管理人・伍に狙われ、組員達と共に屋敷から避難したが、娘の異変を察して一人引き返し、日本刀型ステッキの全身硬化によって石化した伍にとどめを刺し、致命傷を負った娘の最期を看取った。
以前紗雪の日本刀型ステッキを一度使ったことで妻と共に王の吸収から逃れ、山井や拓馬、花夜の父と共に梨ナ達の前に現れ、手にした筆型ステッキで壱を撃破した。
紗雪の母親
本名不明。かつて夫と共に敵対する我照院組に監禁されていた紗雪を救い、ステッキを手にした紗雪に斬られ虫の息となっていた組員の一人にとどめを刺して殺害し、娘の罪を自ら被って警察に連行された。しかし紗雪を責めたりせず、錬馬刑務所に収監された現在でも時折面会に訪れる娘との関係は続いている。
【第2部】
テンペスト始動後、刑務所内から外で起こっている異変を一人見届ける姿を見せるが、紗雪の日本刀型ステッキを一度使ったことで王の吸収から逃れた後に刑務所を抜け出した。夫と共にサイト管理人・伍との死闘の末に命を落とした娘の仇を討つために紗雪のステッキを手にし、山井や拓馬、花夜の父と共に梨ナ達の前に現れた。
過去改変の世界では紗雪が魔法少女サイトと出会う運命を回避したため、逮捕されることもなかった。
山井 幸支（やまい ゆきじ）
声 - 小形満
みかりの執事。みかりのわがままに度々振り回されており、ほぼ毎日命の危険を感じるような仕打ちを受けているが、彼自身はかなりのドMなため、ご褒美の「ハゲちゅっちゅ」で全てチャラになる。
卓越した身体能力の持ち主かつ強靭的な体術の使い手でもあり、かつて通り魔に殺されたみかりの母から一人残されてしまったみかりのことを託されて以来、命を懸けてでもみかりの身を守ることを第一の使命として生きている。しかし、みかりがサイト管理人・拾肆に殺されたその後の消息は不明。
【第2部】
操縦していたヘリコプターがテンペストの始動による影響で操縦不能となり、一人パラシュートから脱出する姿を見せた。
以前みかりの箒型ステッキを一度使ったことから王の吸収から逃れ、紗雪の両親や拓馬、花夜の父と共に梨ナ達の前に現れた。そして、みかりからの命令で紗雪が斬り落としたサイト管理人・弐の片足から管理人の身体構造を調べあげたことで開発した特製の電磁パルス銃で拓馬と共に壱を圧倒する。
過去改変の世界ではみかりが魔法少女サイトと出会う運命を回避したが、再構築された世界でも相変わらずみかりに振り回されている。
12月24日生まれのやぎ座（60歳）。身長157センチメートル。体重50キログラム。A型。島根県出身。趣味・特技は家事お手伝い、暗算、料理、運動、マッサージ。長所は早寝早起き・仕事熱心。苦手なものはパクチー。好きなものは温泉。好きな有名人は吉高由里子。
清春の母親
本名不明。家族思いの温厚な性格で、「女の子になりたい」という自分の心の中を打ち明けた息子の思いを反対することなく、以来親子の間で隠し事は一切しないと約束していた。
自宅を襲撃したサイト管理人・玖に殺されてしまうが、アリスのステッキを奪取した彩が数分前に時を戻したことにより、清春に救われた。しかしテンペストを始動させた王によって吸収されてしまった。

### 魔法少女の学校関係者

#### 高ノ織中学校
彩達が通う武蔵之市所在の中学校。教師陣は事ながれ主義者で彩のいじめに気付いていない（もしくは気づいていながら見て見ぬふりをしている）。しかし彩をいじめていたえりかが学校内でも評判の悪い不良生徒の荒井と共に踏切事故で亡くなったり、首に傷を負って入院したさりなが退院直後に失踪するなど、魔法少女サイトやステッキが絡んだ不幸な事件が頻発するようになり、虹海の急逝が世間で公になった後、学校は夏休みに入ると同時に臨時休校となる。彩、露乃、さりな、虹海、梨ナ、および荒井を除く以下3人は2年B組在籍。
火本 真（ひのもと まこと）
彩のクラスメイト。彩に密かな好意を寄せており、露乃よりも以前から彩の心の支えとなっている唯一の少年。一人称は「僕」。
心優しい純粋な性格で、常に彩のことを気にかけているが、いじめから助ける勇気が出せない自分を不甲斐なく思い、強い罪悪感に苛まれていた。露乃ほどではないにせよ、彩をいじめるさりな達グループを毛嫌いしており、彼女達の不幸にもあまり同情的ではなかった。いじめが収まってからは少しずつ彩に対して歩み寄るようになり、今まで助けられなかったことを心から懺悔する上で彩を励ますようになる。
虹海の急逝後、不登校になった彩を心配してノートや配布物を届けに彩の家に足を運ぶようになるが、クラスが一時休講になった際に彩の家族の異変を知り、部屋のドア越しから彩に慰めの言葉をかけた。
アニメ版では第1話において、台詞無しで一瞬登場しているが、彩との関わりは割愛されている。
【第2部】
さりなの犠牲と引き換えに露乃を取り戻した彩の前に突如現れ、ステッキで自分の寿命を移すよう申し出て彼女を困惑させる。
実は火本こそが消息不明とされていた彩と露乃の実の父親本人と判明し、真の姿は黒髪の男性で一人称は「私」。また、表向きでは亡くなったとされていた彩と露乃の実の母親も生きているが、詳細は最後まで明らかにされなかった。
貝島 えりか（かいじま えりか）
声 - 喜多村英梨
さりなの親友で、彩をいじめていた不良女子グループの1人。暗い金髪のミディアムヘアーで、右側の髪の一部をシュシュで結んだサイドテールの少女。縞ニーソを履いている。
グループ内でも特に攻撃的であり、いじめにも積極的。加えて、彩が密かに可愛がっていた子猫を踏切内に放り投げて轢殺した張本人であり、大凡中学生とは思えない凶行にまで及ぶほどの冷酷無慈悲な性格。
前述の子猫を殺した事を彩を痛めつけながら嬉々として話し絶望に追い込み、知人の先輩である荒井に彩を強姦するよう仕向けるが、追いつめられた彩が直前に使ったステッキによって踏切内に瞬間移動させられ、荒井共々電車に轢かれて死亡。7月10日没。皮肉にも自分が殺した子猫と同じ踏切で事故死するという因果応報を絵に描いた最期だった。
しかし、校内でも特に評判の悪い札付きの不良である荒井と付き合いを持っていた事から、多くの生徒は荒井共々事故死したことを喜んでいた。
川野 愛（かわの あい）
声 - 清水彩香
さりなの親友で、彩をいじめていた不良女子グループの1人。キャラメルブラウンの長い髪を左側で輪っか状にまとめた少女。
いじめにこそ積極的だが、他の2人よりはある程度常識人に近い性格であり、えりかと荒井の死後にさりなが怒りに駆られてカッターを取り出してまで彩を尋問した際は「さすがにそれはやりすぎだ」と制止していた。
自分の親友が立て続けに不運な事故に遭ってからは一転し、「次は自分の番だ」「死にたくない」と彩に対して強い恐怖心を抱くようになり、それ以降彩に関わることはなかった。
荒井 翔太（あらい しょうた）
声 - 山本祥太
中学3年生（アニメ版では3年A組在籍と判明）。さりな達不良女子グループと交友関係を持つ不良生徒で、極めて品性下劣な悪漢。
学校内でも特に悪名高い札付きの不良だが、さりな達からは「翔太先輩」と呼び慕われており、特にえりかとは一番仲が良い。えりかの指示で彩を強姦しようと襲いかかるが、追いつめられた彩が直前に使ったステッキによって踏切内に瞬間移動させられ、えりか共々電車に轢かれて死亡。
しかし、さりな達グループ以外の生徒には蛇蝎の如く忌み嫌われていたために同情の声は皆無に等しく、多くの生徒はその死を喜んでいた。
クラスの担任
声 - 祐仙勇
本名不明。彩達のクラス（2年B組）の担任教師。眼鏡をかけている男性。
国語教師
声 - 岡田幸子
本名不明。女性教師。
体育教師
声 - 関幸司
本名不明。男性教師。

#### 美鷹市第八中学校
花夜と酒木たちが通う美鷹市所在の中学校。花夜、酒木、メリッサ、レイは2年C組、メイは2年B組在籍（拓馬は不明）。
拓馬（たくま）
花夜の幼馴染み。短髪の少年で毎朝花夜にスカートめくりを仕掛けてくる、明るいお調子者。一人称は「俺」。学校では花夜とクラスが別なため、彼女がいじめに遭っていることを知らないものの、良識的で父が起こした事件で周囲から虐げられる花夜を見捨てずに気にかけている唯一の存在。
花夜がメリッサ達から恐喝を受けていたところを助けたことからメリッサに目をつけられ、彼女の知人である男色家の男から暴行を受けそうになるが、駆けつけた花夜やステッキを手にした酒木に救われ、病院に運ばれた後に回復する。
実は花夜に守られる中で微かに残っていた意識から魔法少女サイトの存在を知り、彼女から秘密を打ち明けられた際にもし仮に“A”の正体を突き止めたとしてもどうするのかを問い、「自分も父と同じ過ちを犯してしまう」という迷いが生じた花夜を励ました。
しかしその後、花夜がステッキで死を偽装したとは知らず、彼女が酒木と共に自殺をしたと知り絶望に閉ざされ、塞ぎ込んでしまったが、一度花夜達の目を盗んで酒木のステッキを使ったことでテンペスト始動による王の吸収から逃れた。手にした棍棒型ステッキで山井や花夜の父と共に美炭を援護し、壱を圧倒する。
再構築された世界では花夜と交際している様子が見られる。
蜜白 メリッサ 麻衣奈（みつしろ メリッサ まいな）
クラスにおけるいじめの首謀格である、花夜のクラスメイトで、クラスの女王的存在。残忍かつ卑劣な性格の持ち主で、花夜の父が起こした事件をネタに、取り巻きである双子のレイとメイと共にクラスメイトを扇動して花夜を「殺人鬼の子供（娘）」と罵り、凄惨ないじめを行う。
黒髪ツインテールの帰国子女だが、その邪悪な人間性ゆえに中学生でありながら変態を相手に援交で金を稼いでいるなどの黒い噂が絶えない。
花夜の幼馴染みである拓馬に恐喝を阻止された報復として、男色家（メリッサ曰く「ゴリゴリのドS」）である知人の外国人男性・ゴードンに彼を暴行するよう指示し、拓馬を人質に花夜に大金を要求して脅迫するが、花夜の体を張った決死の抵抗とステッキを手にした酒木の介入によって未遂に終わった。
その後、ステッキで死を偽装した花夜と酒木の自殺が「いじめが原因」とニュースで報じられたことから学校内でこれまでのいじめの事実が公に出てしまう。さらに追い討ちをかけるように自己保身に走ったクラスメイトに掌を返され、一方的に全ての責任を押し付けられてしまい、本性を暴露したことで担任教師にも厳しく追及されるという自業自得の憂き目を見る羽目になる。
レイとメイ共々、クラスから断罪されたその後の経緯は明らかにされていないが、自身は娼婦として落ちぶれた模様。しかしアニメ版では第6話で登場する魔法少女の写真の中にメリッサらしき少女が一瞬登場している。
厚江 レイ（あつえ レイ）、厚江 メイ（あつえ メイ）
メリッサの取り巻きである双子の姉妹。切り揃えたおかっぱヘアで、タイツの色と八重歯の向きがそれぞれ異なる。
メリッサ同様に非道な性格の持ち主で、常にメリッサとつるんで積極的に花夜をいじめている。拓馬を守ろうと抵抗する花夜に暴行を加えるが、メリッサやゴードン諸とも、ステッキを手にした酒木の攻撃で倒れた。
しかし、ステッキで死を偽装した花夜と酒木の自殺が「いじめが原因」とニュースで報じられたことでメリッサ共々それまでいじめに加担していたクラスメイトの裏切りに遭い断罪されるが、その後の消息は不明。

#### 新膳中学校
『Sept』にて登場する、つららと雹花たちが通う湊区所在の中学校。つららと雹花が所属するテニス部が全国大会出場権を獲得したが、つららの自殺と雹花がサイト管理人・漆に変貌したその後に関しては一切触れられていない。つらら、雹花、安條、赤井は2年C組在籍。
赤井（あかい）
つららと雹花のクラスメイトの男子。つららに密かな好意を寄せており、彼女の全国大会出場祝いにキーホルダーをプレゼントした。一人称は「僕（または俺）」。
例えつららがどんな女性であっても愛する覚悟を決めた上で彼女に告白し交際を始めるが、学校中に暴かれたつららの陵辱写真を目にした途端に態度を急変させ、妊娠の事実を突き付けられるも一方的に彼女を見放した。しかし屋上から飛び降りを図ったつららの自殺には、彼女に対して非難の嵐を浴びせたクラスメイト共々青ざめた顔で怯えていたが、その後の消息は不明。
倉木（くらき）
つららと雹花が所属するテニス部の男性顧問。部員達から慕われる気さくな性格。
しかしその裏では全国大会出場を目指すつららの夢につけこんで彼女を脅迫し、自宅アパートに連れ込んで肉体関係を強要していた卑劣漢。また、つららの以前には同僚の間口とも何かしら深い関係があったらしく、彼女から好意を寄せられていた。
肉体関係を強要されていた末に妊娠してしまったつららから妊娠の事実を打ち明けられるも、中絶するよう見捨てた上でつららや赤井を一方的に罵倒し、逆上したつららが取り出したステッキによって頭部を破裂させられ、死亡。遺体はステッキを使った雹花によって粉微塵にされることで処分された。
表向きでは行方不明となったその後、倉木が生徒（つらら）を自宅に連れ込んでいた噂が学校内に広まり、倉木の自宅アパートを訪ねた学年主任と間口がつららの陵辱写真を収めたファイルを発見し、学年主任は人目につかぬよう処分しようとしていたが、間口によってその写真が学校中に暴かれてしまい、雹花は学年主任を問い詰めて事の経緯を知った。

### いぬあそび。
虹海が所属している人気女性アイドルグループ。ペット型アイドルと呼ばれ、飼えるアイドルをコンセプトにメンバー全員が犬種の担当があり、犬をモチーフにした衣装で活動している。虹海逝去後の告別式にも参列。
赤根 舞夢（あかね まいむ）
声 - 久保田未夢
『いぬあそび。』のメンバーでポメラニアン担当。愛称は「まいむー」。
明日実 由佳（あすみ ゆか）
声 - 古賀葵
『いぬあそび。』のメンバーでプードル担当。愛称は「みーゆか」。
小内 りん香（こうち りんか）
声 - 久保田梨沙
『いぬあそび。』のメンバーで柴犬担当。愛称は「うちりん」。
九岡 緋美（くおか ひみ）
『いぬあそび。』のメンバーでマルチーズ担当。愛称は「くっぴー」。
沖田 愛琉（おきた める）
『いぬあそび。』のメンバーでパグ担当。愛称は「めるりん」。

### その他の人物
直戸 圭介（なおと けいすけ）
声 - 安里勇哉
普段はコンビニでアルバイトをしているフリーター。一人称は「僕」。虹海の熱狂的な大ファンで、住んでいるアパートの自室は虹海やおしりんご、『いぬあそび。』関連グッズであふれかえっており、勤務中に虹海のブログを見ることもあるドルオタ。虹海のファンの間でも特に有名な存在として名前が知られているが、ライブ遠征やグッズを買うために多額の借金をしている多重債務者で、家賃もまともに払えず、大家（声 - 岡田幸子）や金融会社から返済を迫られている。かつては同棲していた彼女もいたが、愛想を尽かされて出ていってしまった（しかし本人は現実逃避で全く気にしていない）。
虹海の芸能活動休止を知った激しいショックの末、投身自殺を図ろうとするが、偶然卒倒した自分を病院まで運んでくれた要に引き止められ、夜通しで虹海に関する話題を語り、要から「今まで出会った中で一番のクズ」と陰で見下された。
その後、要に虹海のファンの卒業宣言をするが、要と虹海が一緒にいるところを偶然目の当たりにしたことから一転、要に対して激しい殺意と憎悪を剥き出しにして殺そうと襲いかかるが、虹海のステッキを手にし、本性を暴露した要に自分の存在を全否定される暴言を吐かれ、ステッキの力で要に操られるがままに自らが持ってきた包丁を心臓に突き刺し、死亡。その一部始終は彩に目撃されており、遺体は美炭や警官達に発見され借金苦による自殺と処理されるが、美炭は遺留品の要への殺意が殴り書きされた虹海とのツーショット写真を見つけ、要が何らかの方法で魔法少女サイトの存在を知ったことを突き止めた。
【第2部】
『いぬあそび。』ライブの常連である酒木とは「酒木氏」「直戸氏」と呼び合う程、交流が深い様子が描かれている。
過去改変の世界では虹海がアイドルデビューをしていないためドルオタになることもなく、彼女との関係もうまく続いている様子が見られ、再構築された世界でもバカンスを楽しんでいる姿が見られる。
8月12日生まれのしし座（25歳）。身長172センチメートル。体重55キログラム。B型。愛知県出身。趣味・特技はにじみんの追っかけ、オタ芸、おしりんごグッズ集め。長所は一途で、一度決めたら我が道を突き通す。苦手なものは他人の推しを批判する人。好きなものはにじみん、おしりんごグッズ、つけ麺。
小田野 総二（おだの そうじ）
声 - 佐藤健太郎
露乃の両親を惨殺した犯人。ステッキを手にした露乃に「死ぬまで殺さない」と拉致監禁され、毎日死なない程度の拷問を受けていたが、さりなのヨーヨー型ステッキによって身体を真っ二つに切り裂かれ、死亡。
【第2部】
過去改変の世界では露乃の両親を殺そうとしたところで突如現れた警官3人に取り押さえられ、逮捕された。
鴉間 巽（からすま たつみ）、最原 竜我（さいばら りゅうと）、久松 翼冴（ひさまつ つばさ）
『黄金井市少女リンチ殺人事件』の犯人である3人の不良少年。色黒で髪を染めている最原が3人の中心的存在にあたる。
2年前、“A”から与えられた魔法少女サイトのステッキで当時小学生であった花夜の妹の愛里をリンチした末に惨殺した。事件後に逮捕されたが、全員が容疑を否認する上、事件や愛里の死に不審な点がいくつかあったために証拠不十分の無罪放免として釈放されるが、全員花夜の父による復讐制裁によって死亡。
ステッキ
対象者の影を攻撃するとダメージを与えられる能力だが、形状・紋章は不明。
児上 貴衣（こがみ きい）、福本 つくね（ふくもと つくね）
『魔法少女・オブ・ジ・エンド』の主人公とヒロイン。
鞘野 楓（さやの かえで）、芥 倫太郎（あくた りんたろう）
魔法少女やステッキを使用した者以外で王の吸収を逃れた女子大生と警察官。

#### その他の人物（魔法少女サイトSept）
岩蔵 茂助
トラック事故でなのかの両親と両足を奪った張本人である高齢者の男性。72歳。
自身が引き起こした事故でなのかの人生を壊し、彼女の両親を殺してしまったことに強い罪悪感を抱いており、不起訴となった時には自殺を考えていたが、妻を一人残すことができなかった。それでも自分に復讐心を抱くなのかに殺される覚悟はあったが、最終的には「罪滅ぼし」としてなのかが手にしたステッキの力で妻を消滅させられた。その後の消息は不明。

## 書誌情報
- 佐藤健太郎 『魔法少女サイト』 秋田書店〈少年チャンピオンコミックス・タップ！〉、全16巻
  1. 2014年3月7日発売、ISBN 978-4-253-22401-7【背表紙：拳銃型ステッキ】
  2. 2014年9月8日発売、ISBN 978-4-253-22402-4【背表紙：おしりんご】
  3. 2015年3月6日発売、ISBN 978-4-253-22403-1【背表紙：ヨーヨー型ステッキ】
  4. 2015年11月6日発売、ISBN 978-4-253-22404-8【背表紙：カッターナイフ型ステッキ】
  5. 2016年4月8日発売、ISBN 978-4-253-22405-5【背表紙：パンツ型ステッキ・魔着】
  6. 2016年9月8日発売、ISBN 978-4-253-22406-2【背表紙：日本刀型ステッキ・魔刀】
  7. 2017年9月8日発売、ISBN 978-4-253-22407-9【背表紙：携帯電話型ステッキ】
  8. 2018年1月5日発売、ISBN 978-4-253-22408-6【背表紙：スマートフォン型ステッキ】
  9. 2018年3月8日発売、ISBN 978-4-253-22409-3【背表紙：コンパクト型ステッキ】
  10. 2018年5月8日発売、ISBN 978-4-253-22410-9【背表紙：ヘアドライヤー型ステッキ】
  11. 2018年8月8日発売、ISBN 978-4-253-22411-6【背表紙：精子】
  12. 2018年11月8日発売、ISBN 978-4-253-22412-3【背表紙：魔剣・喰異丸】
  13. 2019年2月8日発売、ISBN 978-4-253-22413-0【背表紙：光の剣】
  14. 2019年5月8日発売、ISBN 978-4-253-22414-7【背表紙：リコーダー型ステッキ】
  15. 2019年8月8日発売、ISBN 978-4-253-22415-4【背表紙：シャーペン型ステッキ】
  16. 2019年10月8日発売、ISBN 978-4-253-22416-1【背表紙：テディベア型ステッキ】
- 佐藤健太郎（原作）、宗我部としのり（漫画） 『魔法少女サイトSept』 秋田書店〈少年チャンピオンコミックス・タップ！〉、全2巻
  1. 2018年4月6日発売、ISBN 978-4-253-22901-2【背表紙：電動ドリル型ステッキ】
  2. 2018年11月8日発売、ISBN 978-4-253-22902-9【背表紙：ハンドベル型ステッキ】

## テレビアニメ
2017年9月8日発売のコミックス第7巻にてテレビアニメ化を発表。2018年4月より6月まで毎日放送『アニメイズム』B2枠ほかにて放送された。後半はアニメ独自のストーリー展開がなされている。キャッチコピーは『抗わず生きるか、抗って死ぬか。』

### スタッフ
- 原作 - 佐藤健太郎[34]
- 監督 - 松林唯人[34]
- シリーズ構成 - 伊神貴世[34]
- キャラクターデザイン - 渋谷秀[2]
- サイト管理人デザイン - 岩永悦宜[18]
- サブキャラクターデザイン - 久留米東[18]
- プロップデザイン - 小澤円[18]
- 美術監督 - 秋葉みのる[18]
- 色彩設計 - のぼるはるこ[18]
- 撮影監督・3Dディレクター - 山根裕二郎[18]
- 編集 - 岡祐司[18]
- 音響監督 - 納谷僚介[18]
- 音楽 - 井内啓二[22]
- 音楽制作 - エイベックス・ピクチャーズ[18]
- プロデューサー - 松村一人、髙橋和彰、亀井博司、中澤壮理、相島豪太、竹枝義典、窪田聡、小松亜佐美
- アニメーションプロデューサー - 川人憲治郎
- アニメーション制作 - production dóA[34]
- 製作 - 「魔法少女サイト」製作委員会[18]

### 主題歌
「Changing point」
i☆Risによるオープニングテーマ。作詞は前澤希、作曲・編曲は南田健吾。第10話のみ中尾隆聖が歌唱した。
「ゼンゼントモダチ」
山崎はるかによるエンディングテーマ。作詞は山本メーコ、作曲・編曲は佐藤陽介。
「...私だけ見てて♡」
芹澤優による第3話のエンディングテーマ。作詞はlotta、作曲・編曲は黒須克彦。
「もしアナタが、消えようとも」
大野柚布子による第8話挿入歌。作詞はlotta、作曲・編曲は黒須克彦。

### 各話リスト
| 話数 | サブタイトル       | 脚本       | 絵コンテ     | 演出                         | 作画監督                                                                            | 総作画監督      |
| ---- | ------------------ | ---------- | ------------ | ---------------------------- | ----------------------------------------------------------------------------------- | --------------- |
| #01  | 魔法少女サイト     | 伊神貴世   | 松林唯人     | 松林唯人                     | 小澤円、本田創一、藤木泰史                                                          | 渋谷秀          |
| #02  | テンペスト         | 伊神貴世   | 島津裕行     | 山本恭平                     | 寒川歩、山中いづみ、山本恭平 志生野好、石田啓一                                     | 川島尚          |
| #03  | 毒りんごとお姫さま | 伊神貴世   | 大町生       | 板庇迪                       | Yu Min-zi、Park Yu-mi、本多創一 藤木泰史、小澤円、久保山陽子 河野美由紀、加藤清史郎 | 渋谷秀          |
| #04  | 後継者と転校生     | 関根アユミ | 山田浩之     | 佐藤みほ                     | 佐藤弘明、Kim Sung ll                                                               | 川島尚          |
| #05  | 復讐と決意         | 伊神貴世   | 松林唯人     | 追崎史敏                     | 寒川歩、山本恭平、秋田英人 谷口繁則、服部益実、森田実                               | 渋谷秀          |
| #06  | フェイク           | 伊神貴世   | 蓮谷トオル   | 徐恵眞                       | 飯飼一幸、池原百合子、中山和子 菊池一真、小澤円                                     | 川島尚          |
| #07  | 共闘戦略           | 関根アユミ | 中原れい     | 板庇迪                       | 川口裕子、細田沙織、西尾聡美 中野彰子、Yu Min Zi、Park Yu Mi                        | 渋谷秀 久留米東 |
| #08  | Last Summer        | 伊神貴世   | 江副仁美     | 江副仁美                     | 寒川歩、本田創一、山本恭平 三輪えり子、小澤円                                       | 川島尚          |
| #09  | 神は僕を見離さない | 伊神貴世   | おおぐろてん | 球野たかひろ                 | 寒川歩、谷口繁則、服部益実 森田実、八代きみこ                                       | 渋谷秀          |
| #10  | BREAKING           | 伊神貴世   | 島津裕行     | 北川正人                     | Yu Min Zi、Park Yu Mi、桜井木の実 山本径子、片岡恵美子、南伸一郎 服部憲知           | 川島尚          |
| #11  | 反逆の少女たち     | 伊神貴世   | 浅井義之     | 浅井義之 球野たかひろ 徐恵眞 | 藤木泰史、石橋友紀恵、山本恭平 寒川歩、小澤円                                       | 渋谷秀          |
| #12  | 私たちは…          | 伊神貴世   | 松林唯人     | 板庇迪 松林唯人              | 寒川歩、細田沙織、山本恭平 森悦人、谷口繁則、渋谷秀 小澤円                          | 川島尚 渋谷秀   |

### 放送局
| 放送期間                                              | 放送時間                     | 放送局     | 対象地域   | 備考                      |
| ----------------------------------------------------- | ---------------------------- | ---------- | ---------- | ------------------------- |
| 2018年4月7日 - 6月23日                                | 土曜 1:55 - 2:25（金曜深夜） | TBSテレビ  | 関東広域圏 | 字幕放送                  |
|                                                       | 土曜 2:25 - 2:55（金曜深夜） | 毎日放送   | 近畿広域圏 | 製作局 / 字幕放送         |
| 2018年4月8日 - 6月24日                                | 日曜 0:30 - 1:00（土曜深夜） | BS-TBS     | 日本全域   | BS放送                    |
| 2018年4月11日 - 6月27日                               | 水曜 22:30 - 23:00           | AT-X       | 日本全域   | CS放送 / リピート放送あり |
| 2018年4月18日 - 7月4日                                | 水曜 1:58 - 2:28（火曜深夜） | 静岡放送   | 静岡県     |                           |
| 2018年4月24日 - 7月10日                               | 火曜 1:28 - 1:58（月曜深夜） | 青森テレビ | 青森県     |                           |
| 毎日放送、TBSテレビ、BS-TBSでは『アニメイズム』B2枠。 |                              |            |            |                           |

インターネットでは、Amazonプライム・ビデオにて全世界に独占配信中。

### BD / DVD
| 巻 | 発売日        | 収録話          | 規格品番  | 規格品番  |
| 巻 | 発売日        | 収録話          | BD初回版  | DVD初回版 |
| -- | ------------- | --------------- | --------- | --------- |
| 1  | 2018年6月29日 | 第1話 - 第2話   | GNXA-2101 | GNBA-2701 |
| 2  | 2018年6月29日 | 第3話 - 第4話   | GNXA-2102 | GNBA-2702 |
| 3  | 2018年7月27日 | 第5話 - 第6話   | GNXA-2103 | GNBA-2703 |
| 4  | 2018年7月27日 | 第7話 - 第8話   | GNXA-2104 | GNBA-2704 |
| 5  | 2018年8月31日 | 第9話 - 第10話  | GNXA-2105 | GNBA-2705 |
| 6  | 2018年8月31日 | 第11話 - 第12話 | GNXA-2106 | GNBA-2706 |

### Webラジオ
朝霧彩役の大野柚布子と奴村露乃役の茜屋日海夏によるWebラジオ『「魔法少女サイト」とある不幸な少女たちのラジオ』が2018年4月5日から7月26日までHiBiKi Radio Stationにて隔週木曜に配信された。
| 毎日放送 アニメイズム B2 | 毎日放送 アニメイズム B2 | 毎日放送 アニメイズム B2 |
| 前番組                   | 番組名                   | 次番組                   |
| ------------------------ | ------------------------ | ------------------------ |
| キリングバイツ           | 魔法少女サイト           | ぐらんぶる （Season 1）  |